# Dorfkirche Glienicke (Heiligengrabe)

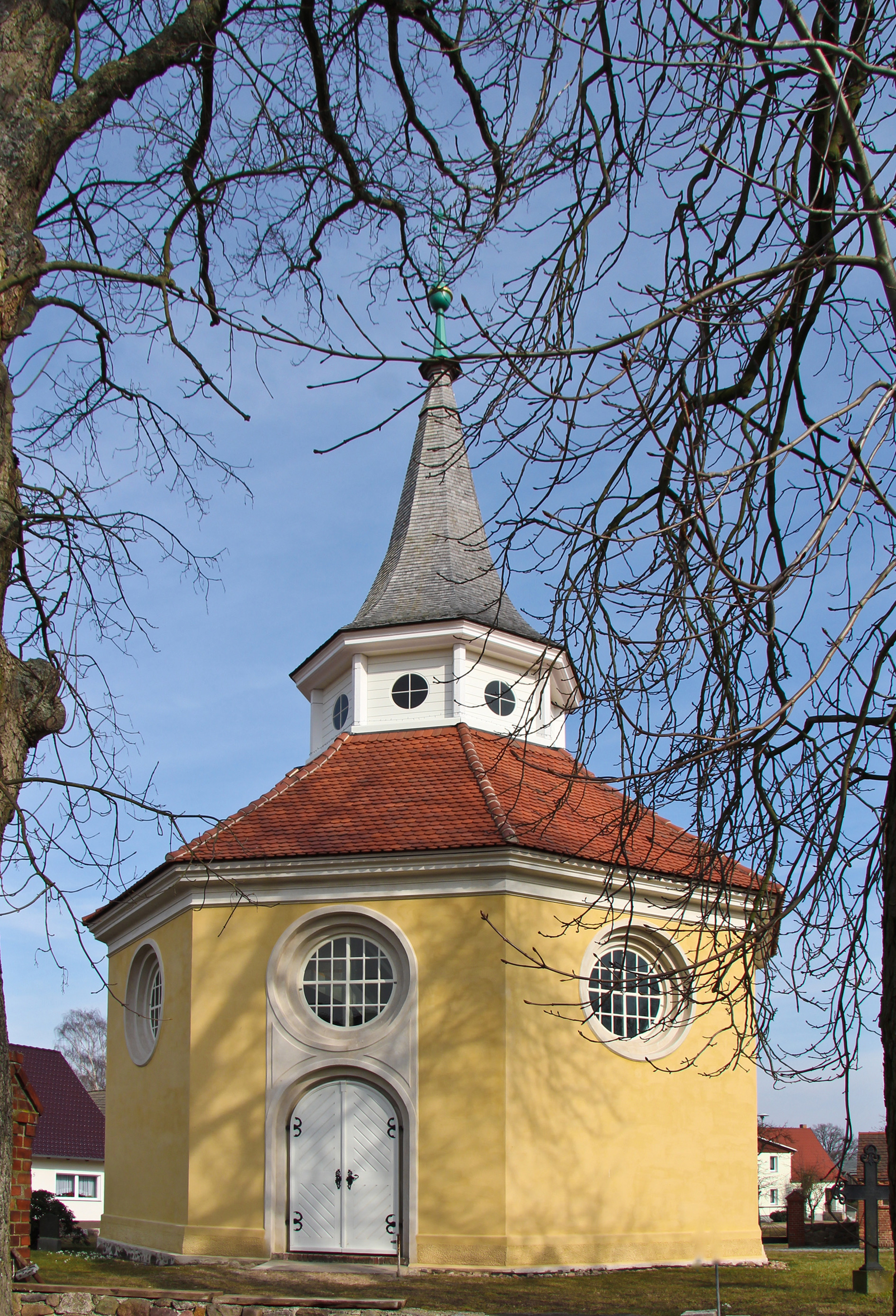
Schinkelkirche Glienicke

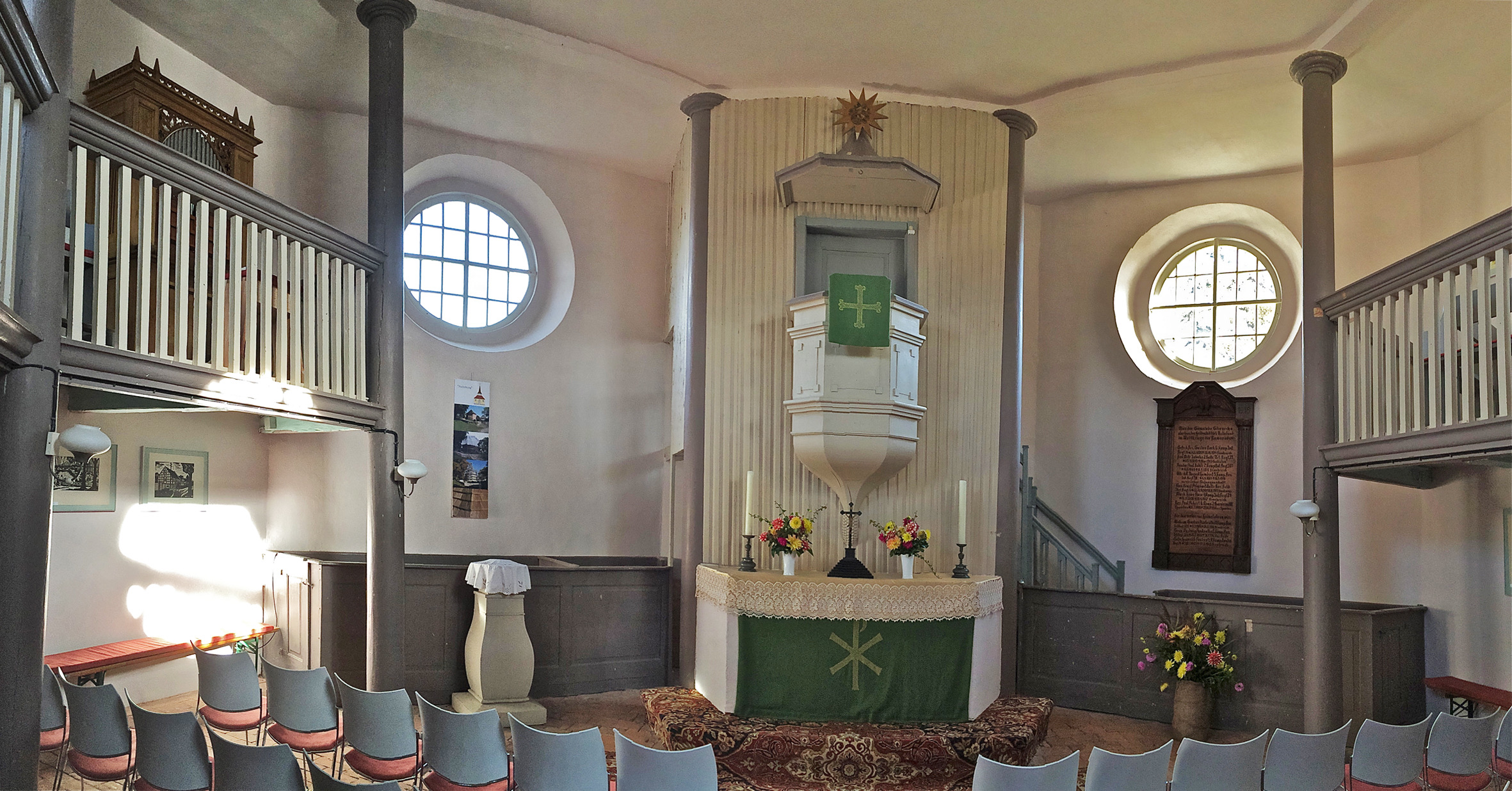
Innenraum zum Kanzelaltar

Die evangelische, denkmalgeschützte Dorfkirche Glienicke steht in Glienicke, einem Gemeindeteil von Heiligengrabe im Landkreis Ostprignitz-Ruppin in Brandenburg. Die Kirchengemeinde gehört zur Gesamtkirchengemeinde Wittstock im Kirchenkreis Wittstock-Ruppin der Evangelischen Kirche Berlin-Brandenburg-schlesische Oberlausitz.
Glienicke bei Wittstock an der Dosse in Brandenburg ist der Ort, in dem die erste Achteckkirche von Karl Friedrich Schinkel steht. Entworfen 1814, gebaut 1815–1817.
Dieser evangelische oktogonale Zentralbau hat eine außerordentlich bewegte Geschichte durchlebt.
Der Entwurf aus der Oberbaudeputation in Berlin konnte 2012 eindeutig Karl Friedrich Schinkel als Inventor des Entwurfs für Glienicke nachgewiesen werden.

## Geschichte, Vorgängerkirche
Das Runddorf Glienicke wird erstmals Ende des 13. Jahrhunderts erwähnt.
Ein wohl slawisches Dorf, das mit 20 Hufen eine geringe Ausdehnung besaß.
Durch Erbstreitigkeiten im 14. Jahrhundert und später durch Brandschatzungen Mecklenburgischer Raubritter wurde das Dorf 1420 „gemordbrannt“, also völlig ausgelöscht.
Erst 1522 wird Glienicke wieder erwähnt und um 1550 die Ausstattung des Dorfes wiederum mit 20 Hufen Land angegeben.

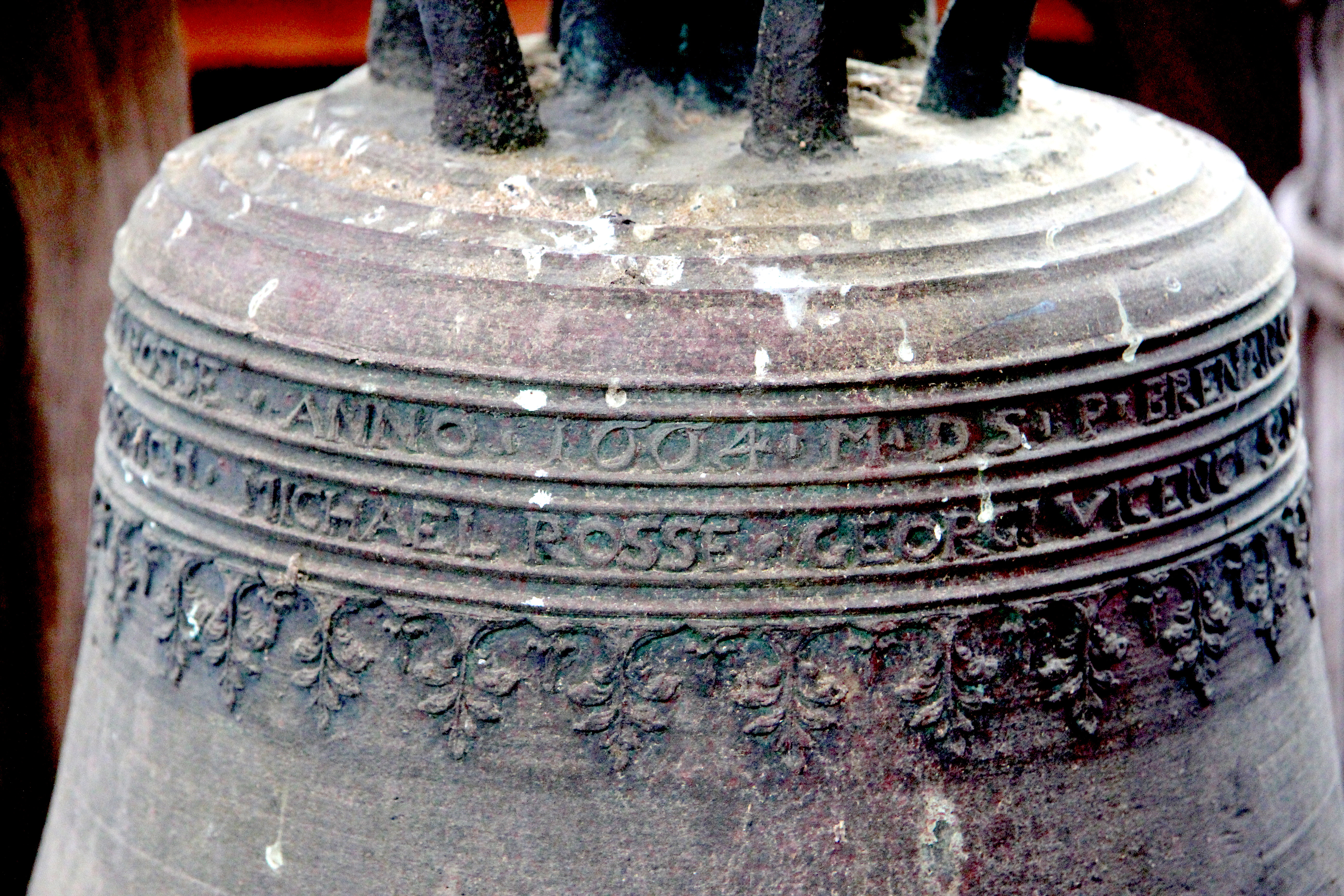
Kirchenglocke von 1664

Nachdem das Land sich wirtschaftlich erholt hatte, kam es im 17. Jahrhundert zu einem Neubau der evangelischen Kirche. Noch heute existiert die Kirchenglocke mit der Jahreszahl 1664.
Der Bau wird in den 50er Jahren des 17. Jahrhunderts begonnen worden sein, denn es gibt im Brandenburgischen Landeshauptarchiv (BLHA) Rechnungen von 1659 bis 1696 zum Kirchenbau.

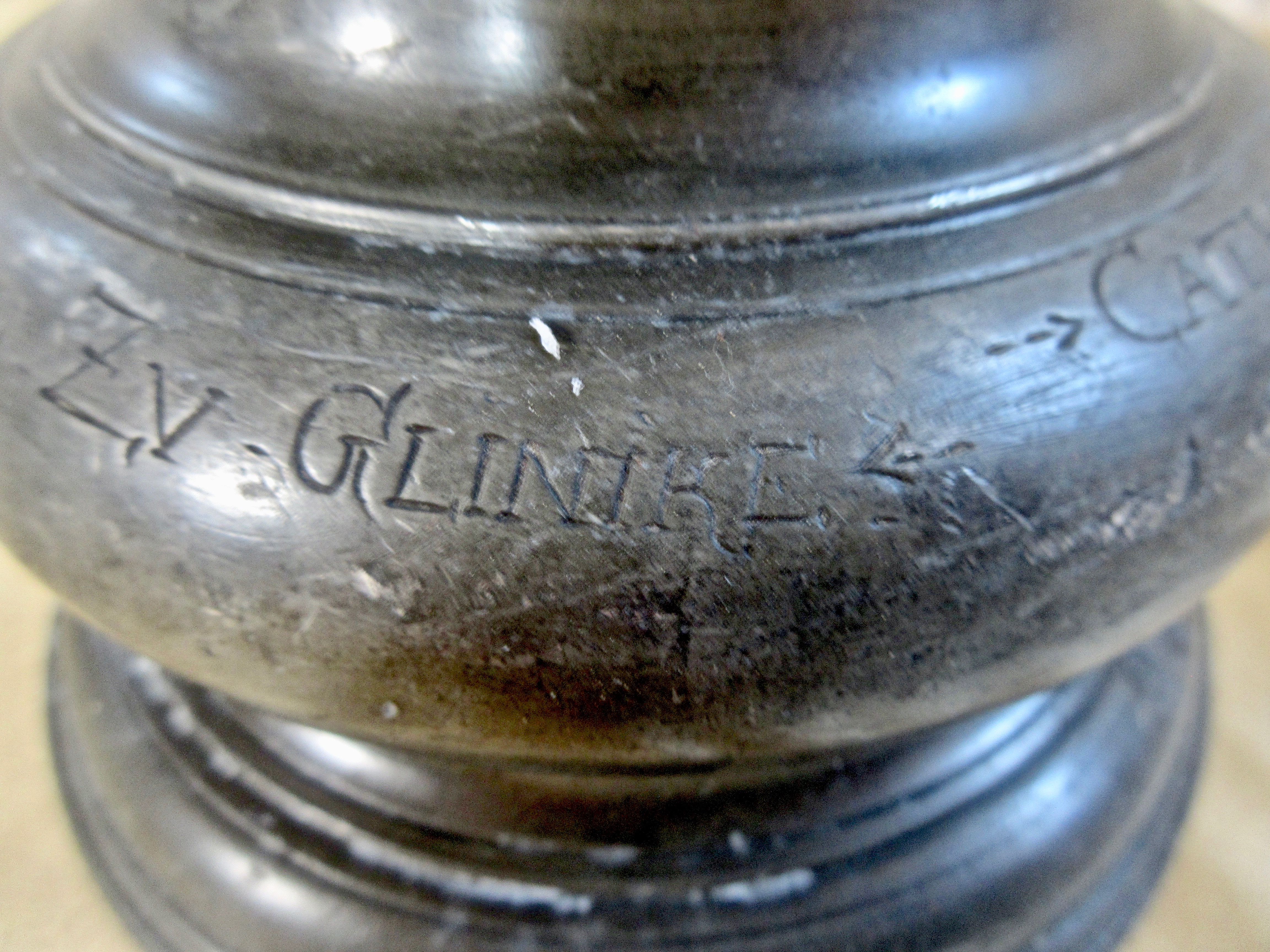
Zinnkerzenhalter von 1652 mit Stifernamen und „Zu Glinike“

Auf zwei Zinnkerzenhaltern, die noch heute existieren, sind außer den Stifternamen die Jahreszahlen 1652 (mit dem Schriftzug Zu Glinike) und 1653 eingraviert, wahrscheinlich sind sie zur Kirchweihe gestiftet worden.
Dieser Bau wird beschrieben als Fachwerkbau mit einer Grundfläche von ca. 10 m × 6,3 m, einem quadratischen Turm an der Giebelfront, zudem mit einem Vorhaus.
Sie muss eine Empore gehabt haben und einen massiven Altartisch, außerdem Kanzel und Kirchenbänke.
Diese Kirche wurde nach etwa hundert Jahren so reparaturbedürftig, dass man einen Neubau vorschlug, der jedoch aus Kostengründen nicht realisiert werden konnte.
Durch Reparaturarbeiten wurde sie wieder nutzbar gemacht.
1785 erhielt sie dann eine zweite größere Glocke.
Der Fachwerkbau wurde im Laufe der Zeit zunehmend maroder, so dass das Amt in Wittstock schon am 14. Juni 1809 eine Eingabe an Eine Königliche Hochlöbliche Regierungs und Geistliche und Schul Deputation zu Potsdam (GSD) gemacht hatte, die jedoch unbeantwortet blieb.
So schrieb man am 10. Mai 1813 erneut einen dringlichen Brief an die Behörde: Das Amt Wittstock bringt den Bau des Thurmes und der Kirche zu Glienecke bei Wittstock in Erinnerung. Erinnert wird an die Baufälligkeit der Kirche und des Turmes. Da nun dieses Gebäude seit 1809 und ... daran bis jetzt nichts gebessert worden noch in größeren Verfall geraten sei, habe sich die Situation mittlerweile so verschärft, dass man nur noch mit Lebensgefahr in die Kirche gehen könne.
Daraufhin wurde der Wittstocker Bauinspektor Friedrich Buchholtz in einem Schreiben vom 19. September 1813 von der GSD aufgefordert, binnen drei Wochen einen Bericht zu erstellen.

## Neubaupläne von Friedrich Buchholtz
Am 12. Oktober 1813 berichtete Buchholtz über die maroden Zustände der alten Kirche und legte einen Bauplan und Kostenvoranschlag für eine neue Kirche bei.
Aus seiner Berechnung des Platzangebotes in der Kirche geht hervor, dass die Gemeinde aus 10 Hufwirthen, einschließlich des Schulzen und 4 Tagelöhnerfamilien besteht. Für die Männer werde ein Platzbedarf in den Kirchenbänken von 15 bis 20 Sitzen veranschlagt. Bei den Plätzen für die Frauen, Töchter und Dienstmägde, sowie für die 4 Büdner Frauen, müsse mit einem Platzbedarf von insgesamt bis zu 30 Personen gerechnet werden. Auf den Chören [Empore] sei Platz für 4 Büdner, 10 Knechte, 10 Dienstjungen und für die erwachsenen Jungen der Hufwirthe.
Der Neubau nach seinem Entwurf mit einem massiven quadratischen Turm an einer Schmalseite des Rechteckbaus sollte mit elf mal neun Metern im Außenmaß nicht viel größer als die alte Fachwerkkirche werden, jedoch aus massivem Mauerwerk und somit solider als der Vorgängerbau.

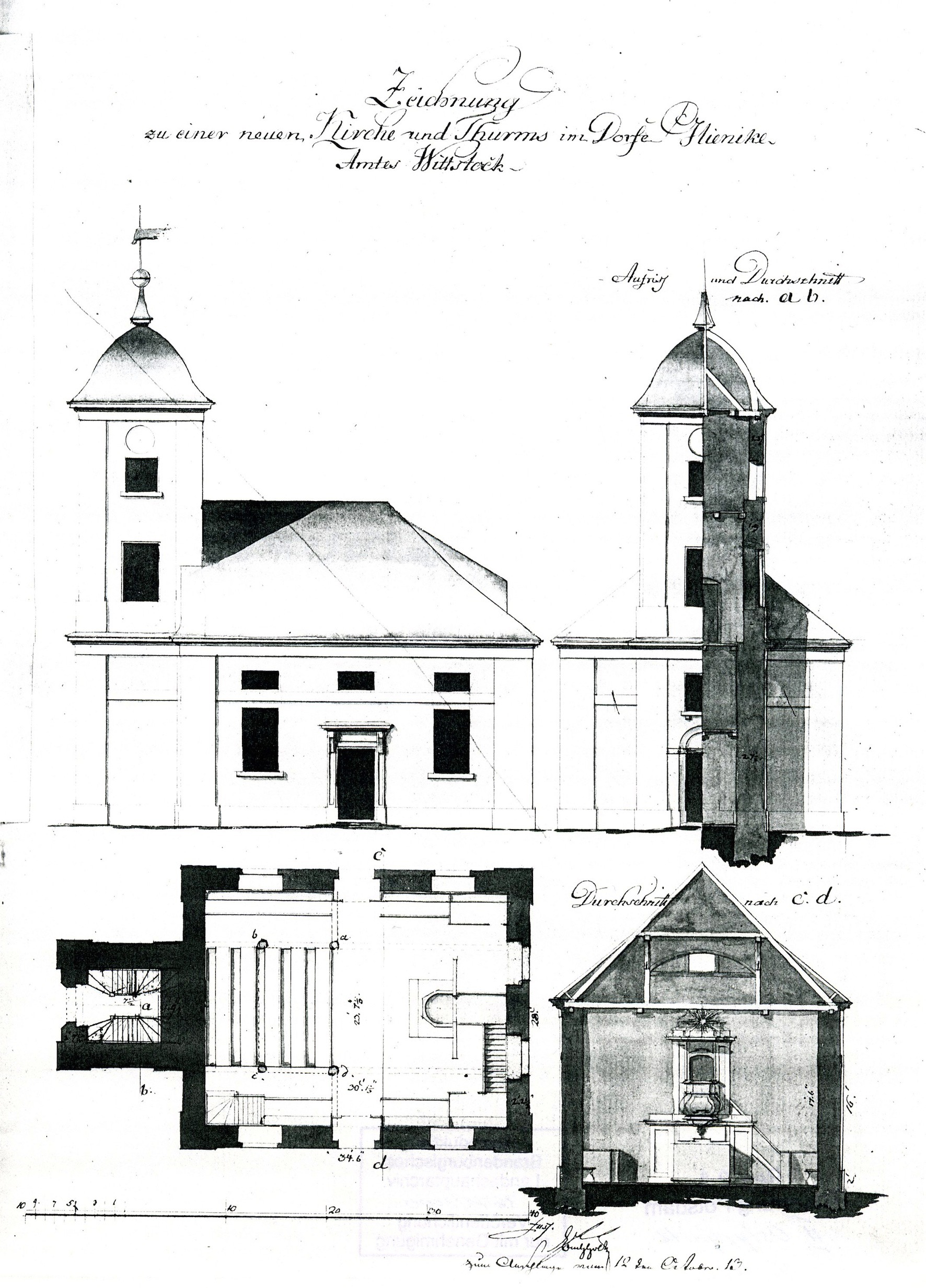
Bauentwurf von Buchholtz

Der Bauplan wurde mit Aufriss, Schnitt und Grundriss der Kirche gezeichnet, zusätzlich die Ansicht der Turmseite, zur Hälfte als Ansicht, zur anderen als Schnitt.

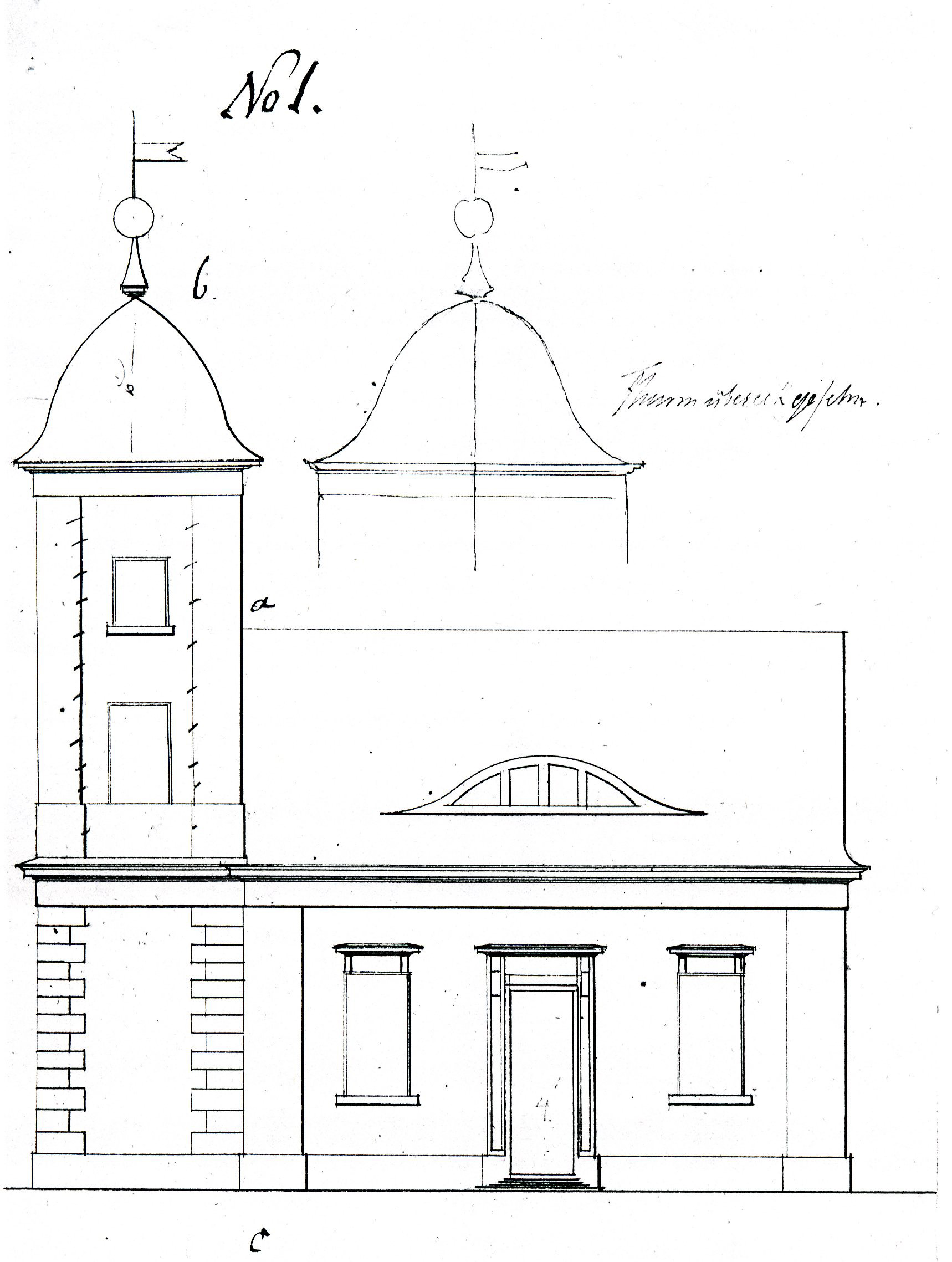
Zusatzplan N° 1 von Buchholtz

Da Buchholtz die Außenansicht des ersten Planes nicht mehr zusagte, strich er diese auf dem Plan durch und fügte eine neue Ansicht der Kirche auf einem gesonderten Blatt mit der Bezeichnung N° 1 hinzu.
Buchholtz hatte diese Unterlagen an die Regierung in Potsdam geschickt (GSD). Von hier wurden sie am 19. Februar 1814 zur Genehmigung bei der Oberbaudeputation (OBD) in Berlin eingereicht.
Diese Pläne erhielt Karl Friedrich Schinkel, als der für u. a. die ästhetische Begutachtung vorgelegter Entwürfe zuständige Baubeamte.
Er lehnte den Entwurf von Buchholtz ab und fertigte einen Gegenentwurf an.
In dem Begleitschreiben vom 7. März 1814 heißt es: Bei kirchlichen Gebäuden von so geringem Umfange, ist die alte Form der Kirchenschiffe weder für den Gewinn des Raums, noch für die Form im Ganzen zweckmäßig anzuwenden; weil ihre Vortheile in der Länge liegen, welche bei kleinen Gebäuden fehlt, auch erfordert ein besonders angebrachter Thurm für das, was er bewirkt, einen viel zu großen Aufwand, indem das Stück a b desselben, in der eingereichten Zeichnung N° 1, welches über das Kirchendach herausragt, in der Ferne als Thurm nur erkannt wird und dieses Stück einen doppelt so hohen massiven Unterbau a c erhalten muß.
Danach wird noch auf eine Skizze hingewiesen, die in die Zeichnung N° 1 eingezeichnet wurde, um die Schwerfälligkeit des Turmes in der Diagonalansicht zu zeigen.

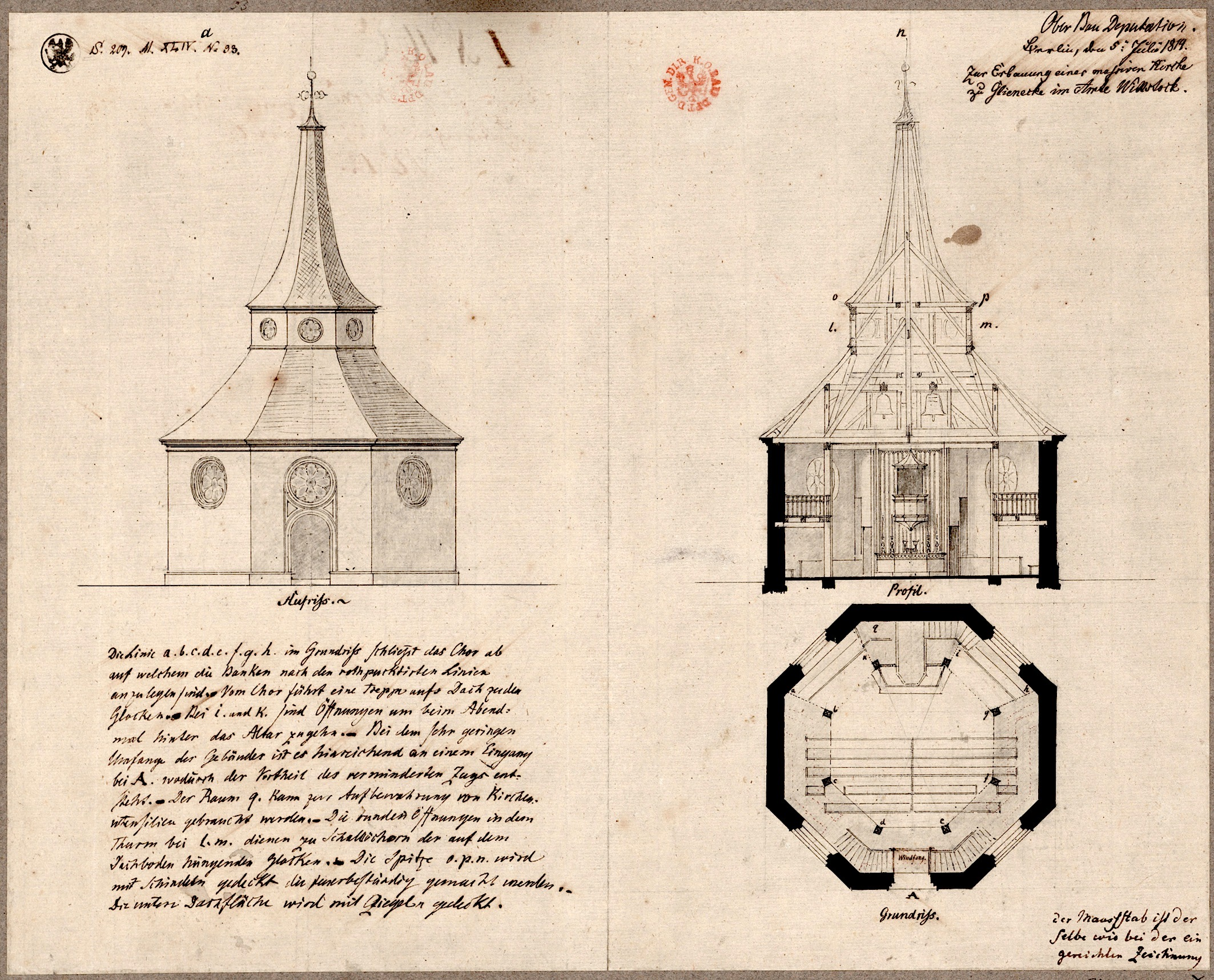
Schinkelentwurf für Glienicke

Sodann wurde der Gegenentwurf erklärt: Wir haben uns veranlaßt gefunden, eine Skizze für diese Kirche zu entwerfen und hier beizufügen, worin solche den Charakter einer kleinen Capelle erhält und in ihrer einfachen achteckigten Form durch ihre spitze Zusammenziehung den Thurm zugleich bildet. Eine Königlich Hochlöbliche Deputation ersuchen wir ergebenst: hiernach die detaillierten Zeichnungen und Anschläge ausarbeiten und uns solche mit der Original Skizze zur Revision zurücksenden zu lassen. Dieser Brief wurde unterzeichnet mit: Königliche Ober Bau Deputation und den Unterschriften: Eytelwein, Rothe, Cochius und Schinkel.
Dieses Schreiben und die dazu angefertigte Zeichnung sind die wichtigsten Dokumente zum Bau der oktogonalen Kirche von Glienicke.

## Neubau nach Plänen von Karl Friedrich Schinkel
Das Blatt von 1814 aus dem Kupferstichkabinett trägt die Bezeichnung „Glienicke bei Wittstock. Entwurf zu einer oktogonalen Kirche“, mit der Signatur SM 44a. 33. Es zeigt Aufriss, Schnitt und Grundriss der oktogonalen Kirche. In das vierte Blattkompartiment hat Schinkel einen Erläuterungstext geschrieben. (Abb. Schinkelentwurf für Glienicke)
Über einem achteckigen Grundriss wird die Kirche als Putzbau mit einem Pyramidendach und einer Laterne mit Spitzdach abgebildet.
In der mittleren Achteckseite des Aufrisses befindet sich der Eingang mit einem Rundbogenportal und einem darüber angeordneten Rundfenster.
In den angrenzenden Oktogonseiten ist jeweils ein gleich großes Rundfenster auf gleicher Höhe im Emporenbereich angegeben, zwei weitere liegen ihnen gegenüber.
Entsprechend kleinere Rundfenster sind in jeder Achteckseite des Tambours eingelassen. Alle Fenster deuten ein Maßwerk an.
Im Schnitt erkennt man gegenüber dem Eingang einen Wandteil mit dem Kanzelaltar.
Eine Fünfachtel-Empore liegt dem Kanzelaltar gegenüber.
In der Breite des Eingangs gibt es einen Windfang mit rechts und links zur Empore führenden Treppen.
Der Schnitt zeigt deutlich die Anordnung des Gebälks für die Dachkonstruktion mit der Aufhängung für zwei Glocken.
Aus dem Grundriss wird ersichtlich, dass im Baukörper nur fünf Rundfenster vorgesehen sind.
In Grundriss und Schnitt hat Schinkel alphabethisch Buchstaben zu seinem Erläuterungstext auf dem Plan eingefügt.
Am 31. März 1814 übermittelte die Regierung in Potsdam (GSD) die Zeichnung Schinkels an den Bauinspektor Buchholz mit der gleichzeitigen Aufforderung innerhalb von 14 Tagen eine Copie der Schinkelzeichnung anzufertigen sowie einen neuen Kostenvoranschlag vorzulegen. Man zitierte aus dem Brief der OBD die Begründung Schinkels für den achteckigen Bau.
Buchholtz muss von dieser Zurückweisung seiner Arbeit, die er wohl als altgedienter Baumeister mit 56 Jahren in ähnlicher Form schon häufiger erstellt hatte, heftig betroffen gewesen sein.
Weisungsgemäß hatte er im vorgegebenen kurzen Zeitraum die Auflagen erfüllt.
In einem beigefügten Brief versuchte er, seinen Entwurf und den dazugehörenden Anschlag zu rechtfertigen und bezweifelt, dass der Bau nach der Zeichnung aus der OBD im Gegensatz zu seinem Entwurf in Bezug auf Dauer, Solidität und Feuersicherheit den Anforderungen entspricht. Zu den eingesparten Kosten durch den Achteckbau berechnet er nur eine Einsparung von 124 Thalern und 4 Groschen.

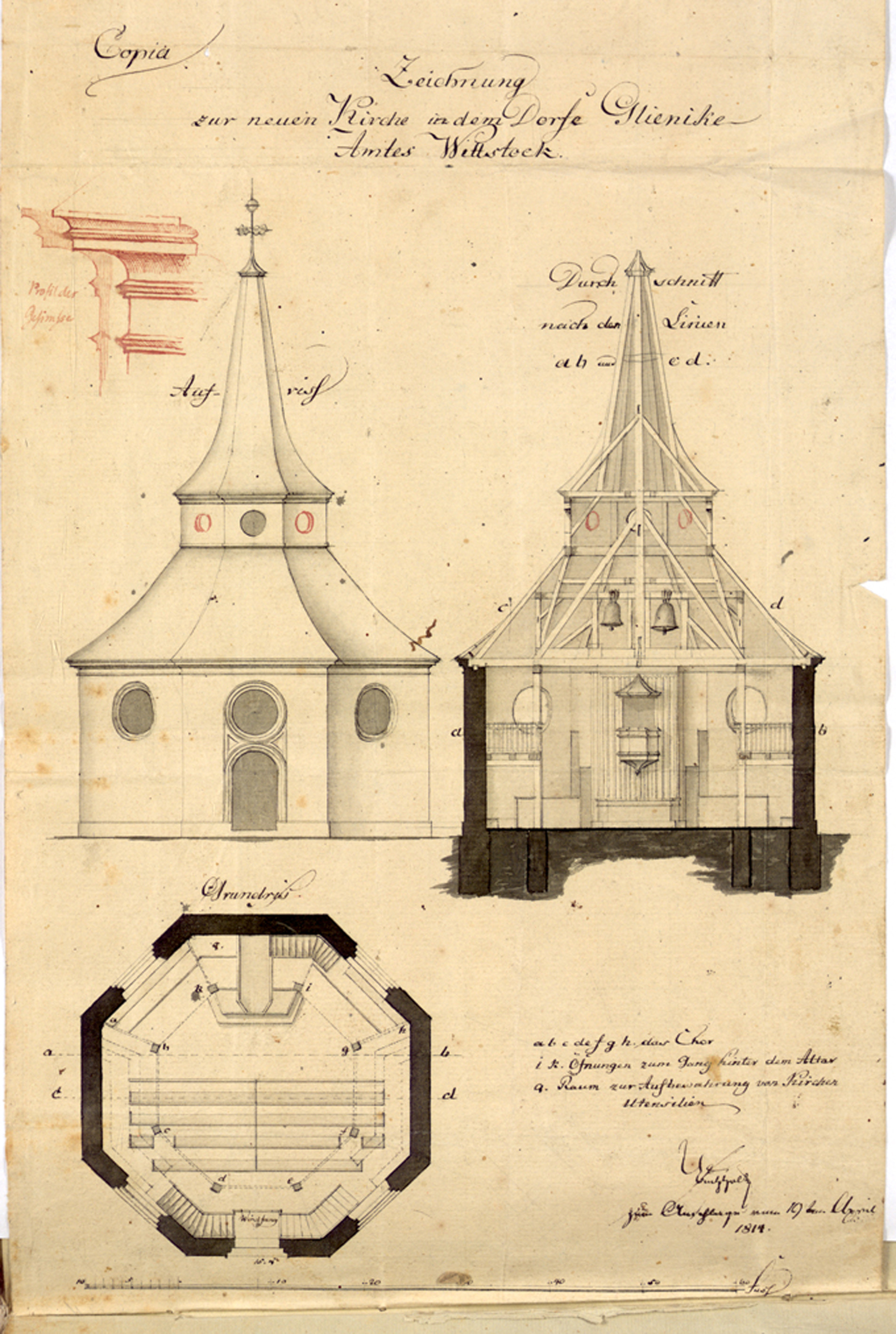
'Copia' von Buchholtz nach Schinkels Zeichnung

Seine sorgfältig ausgearbeitete Zeichnung als Copia wurde dann am 19. April 1814 mit dem neuen Kostenanschlag und den übrigen geforderten Unterlagen zur OBD eingereicht.
In einem zweiten wichtigen Brief der OBD in Berlin vom 5. Juli 1814 an die GSD in Potsdam werden der Kostenanschlag und die Copia von Buchholz nach der Schinkelzeichnung zurückgeschickt, wo hinein Schinkel mit rotem Stift die Skizze eines von ihm gewünschten Profils für die Gesimse eingezeichnet hat mit der Beischrift Profil der Gesimse. Zudem hat er in jede Seite des Tambours ein rundes Fenster eingezeichnet, während Buchholtz nur in der Mitte eines vorgesehen hatte.
Durch diese Fenster erhielt der Tambour des Dachreiters den Charakter einer Laterne, die normalerweise das Kircheninnere belichten soll. Da das Kirchendach mit einer flachen Decke vom Kirchenraum abgetrennt ist, erfüllen die Fenster nicht diese Bestimmung, es wird Schinkel wohl um die ästhetische Bedeutung gegangen sein.
Allerdings sollte diese Laterne in den nachfolgenden Jahren in Glienicke immer wieder große bauliche Probleme hervorrufen.
In einem Brief vom 23. September 1814 wurde der Bauinspektor Buchholtz von der Behörde in Potsdam (GSD) angeschrieben: Der Bau der Kirche in Glienecke .... soll im künftigen Frühjahr durch den Zimmermeister Volkmann und den Maurermeister Schmidt in Wittstock ausgeführt werden. Da die Construction der zu erbauenden Kirche von der gewöhnlichen sehr abweicht und daher bei der Ausführung, ... leicht Fehler von den Handwerkern gemacht werden dürften: so soll ein Conducteur während des rohen Baues, der Bedeckung des Daches und der Eindeckung des Thurm die spezielle Aufsicht führen, ... Potsd: 23 Septbr. 1814 Gei. Sch. Dep.
Im April 1815 konnte endlich ein Bauleiter für die Bauaufsicht mit Friedrich Wilhelm Hanisch verpflichtet werden.
Bevor mit dem Neubau im Mai 1815 begonnen werden konnte, musste zunächst der Abriss der alten Kirche erfolgen.
Bis August verliefen die Arbeiten am Rohbau zügig.
Jedoch sollte sich danach der Weiterbau verzögern, nicht zuletzt durch die Krankheit und den Tod des Zimmermeisters Volkmann. Erst gegen Ende des Jahres 1816 war der Innenausbau so weit fortgeschritten, dass die Gemeinde ihren ersten Gottesdienst am 18. Dezember 1816 darin abhalten konnte.
Die Malerarbeiten müssen dann im darauffolgenden Jahr ausgeführt worden sein.
Die Bilanz der Behörde in Potsdam vom 16. Juni 1819 wies aus: Die Kosten der von den Erbau des verstorbenen Zimmermeisters Volkmann vollendeten Herstellung der Kirche und des Thurmes zu Glienicke [beträgt] 1719 Thalern, 20 Groschen, 1 Pfennig, ... Damit wurde dann am 5. Juli 1819 die Akte zur Glienicker Kirche ad acta gelegt.
Bemerkenswert ist, dass dieser Betrag bis auf weniger als einen Groschen dem Kostenvoranschlag von Buchholtz vom 19. April 1814 entsprach.

## Restaurierungen / Instandsetzungen
In einem Brief vom 30. Juli 1834 wurden von dem Bauinspektor Schüln erhebliche Mängel an der erst 19 Jahre alten Kirche aufgelistet, es ging um den Turmaufbau und das Glockengeläut.
Darin wird bemängelt, dass die Glocken beim Läuten derselben nicht gehört werden konnten, weil in dem erwähnten Dache sich keine Schallöffnungen befanden und die in dem 8 seitigen über dem Kirchendache hervorragenden Thurmaufsatz eingeschnittenen kreisrunden Schallöffnungen ihren Zweck nicht erfüllten, selbst wenn ihre Lukenthüren geöffnet waren, ... .
Dadurch konnte es einregnen, und somit erlitten die Fugen der Laterne Schaden. Diese Schäden müssen zeitnah behoben worden sein, dennoch blieben das Dach und der Dachreiter weiterhin ein Problem.
Infolge eines Blitzeinschlages am Karfreitag, dem 21. April 1848, sind erhebliche Schäden an Dach und Turm entstanden, die bis zum Herbst behoben waren.
Im Jahr 1855 erfolgten umfangreiche Arbeiten an der Kirche, wie aus dem Kostenanschlag vom 22. Juni 1855 hervorgeht: Neudeckung des Ziegeldaches, Aufbringung neuer Aufschieblinge, Ergänzung der verfaulten Ständer unter der Laterne, Ausbesserung des Schindeldaches, Abputz und Färbung der Umfaßungswände der Kirche zu Glienecke.
Diese Arbeiten können nicht sehr sorgfältig ausgeführt worden sein, denn der Superintendent von Wittstock schrieb am 9. April 1856 nach Potsdam: Das Dach der Kirche in Glieneke ist im vorigen Jahre neu eingedeckt worden, soll aber nach Aussage der Kirchenvorsteher durchaus nicht dicht sein und gehörig gegen Schnee und Regen schützen. Die äußere Bretterbekleidung des Thurms ist noch roh und bedarf eines Anstriches, wenn sie nicht bald von der Witterung leiden soll.
Zur Sicherung der Verkleidung wurde dann am 25. April 1857 ein Vertrag mit dem Dachdeckermeister Diedrich abgeschlossen, aus dem hervor geht, dass dieser das Dach mit bestem englischen Schiefer eindecken soll, und er verspricht diese Arbeiten bis zum 1. September d. J. tüchtig und untadelhaft auszuführen, auch für deren Dauer fünf Jahre lang zu haften.
Damit erhielt der Tambour des Dachreiters in Abänderung von Schinkels Plan erstmals eine Schieferverkleidung, die er bis zu seinem Abbruch 1977 behalten sollte.

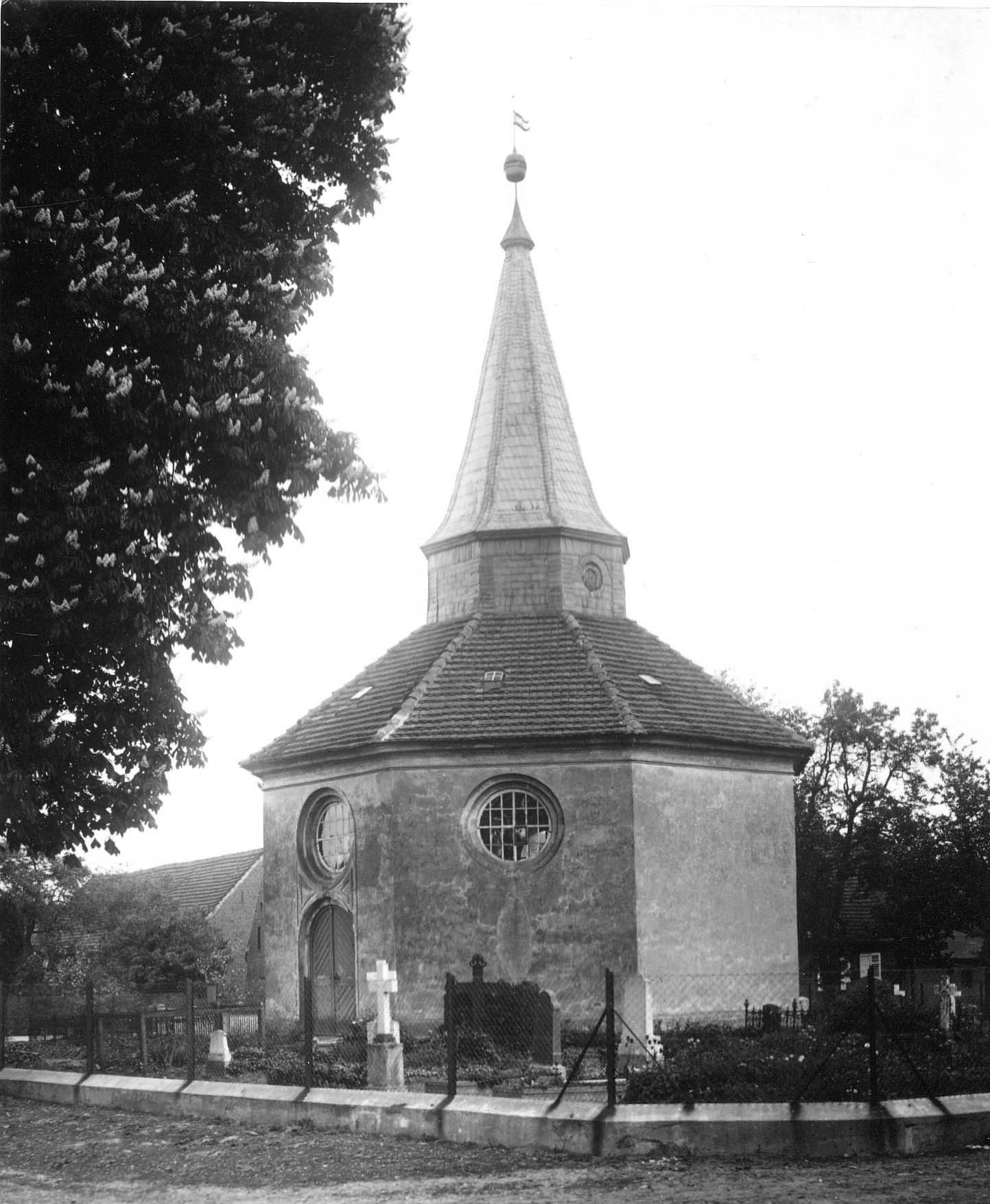
Schinkelkirche um 1935

Die nächsten durchgeführten Reparaturarbeiten kann man den Akten des Jahres 1873 entnehmen, dabei ging es um die erweiterte Verschieferung an der Laterne, bei der letztlich nur noch drei Fenster übrig blieben, die kranzförmig mit Schiefer eingefasst wurden. (Foto von 1935)
Im Landeskirchlichen Archiv (ELAB) gibt es erst wieder eine aufschlussreiche Kirchbauakte von 1965 bis 1979.
Ein Bericht vom 7. Mai 1965 des Kirchlichen Bauamts offenbart nach einer Besichtigung erhebliche Schäden an der Glienicker Kirche: Dach und Turmdach müssen dringend umgedeckt werden, dabei muß das Hauptgesims an verschiedenen Stellen nachgemauert werden. In der Dach- und Deckenkonstruktion ist durch lange Zeit hineinlaufendes Wasser Fäulnis entstanden, die ein Anfangsstadium von Schwamm sein dürfte.
Weiterhin wurde als Sofortmaßnahme empfohlen, befallene Balken auszuwechseln, Schädlingsbekämpfung durchzuführen, oben und unten angefaulte heruntergefallene Strebepfeiler vom Kirchboden zu entfernen und die vorhandenen Dachfenster sofort zu verglasen. Dazu wurde von der teilweise verfaulten Eingangstür berichtet und von der dringend notwendigen Erneuerung des Außenputzes, insbesondere an der Eingangsseite.
Aus einem Aktenvermerk vom 25. Mai 1966 geht hervor, dass bei der Besichtigung festgestellt wurde, dass der Baubestand der Kirche immer bedrohlichere Formen annehme, da es um Substanzschäden gehe.
Bis zu einer erneuten Besichtigung am 1. Dezember 1973 war nichts geschehen.
In einem Aktenvermerk steht dazu: Anlaß waren die umfangreichen Schäden an der Dach- und Deckenkonstruktion, die eine Nutzung der Kirche seit einiger Zeit nicht mehr zulassen. [1970 war die Kirche baupolizeilich geschlossen worden] Eine Rekonstruktion und Sanierung der vorhandenen Dachkonstruktion und der Laterne erscheint im Hinblick auf die Bereitstellung von Baukapazität und aus Kostengründen nicht durchführbar. Da eine weitere Verzögerung zum vollständigen Verfall führen würde, schlug man vor, von der Baubrigade in Kürze den Abbau der Laterne und die Schließung des Daches als achtseitige Pyramide durchführen zu lassen.
Die verantwortliche Sachbearbeiterin im Konsistorium kommt in einer handschriftlichen Notiz zu den Bemerkungen: Ich kann mir nicht denken, daß die Kirche in Glienicke ein Bauwerk ist, was im kirchlichen Interesse gehalten werden muß. Als Baudenkmal sei die Kirche mit der Umgestaltung des Daches ohnehin nicht mehr anzusprechen. Sie kommt zu dem Schluss, die Aufhebung des Denkmalschutzes zu beantragen und die Kirche abzureißen.
Vom Institut für Denkmalpflege wurde der Vorschlag eingebracht, die Laterne zu erhalten und – anstelle des Spitzturms – ihre Eindeckung in Form eines einfachen Zeltdaches zu gestalten.
In einem nächsten Vermerk vom 23. Februar 1977 erfährt man von einer erneuten Besichtigung der Kirche, mit dem Resultat, dass sich an der Kirche bisher nichts getan habe und die Schäden größer geworden seien.

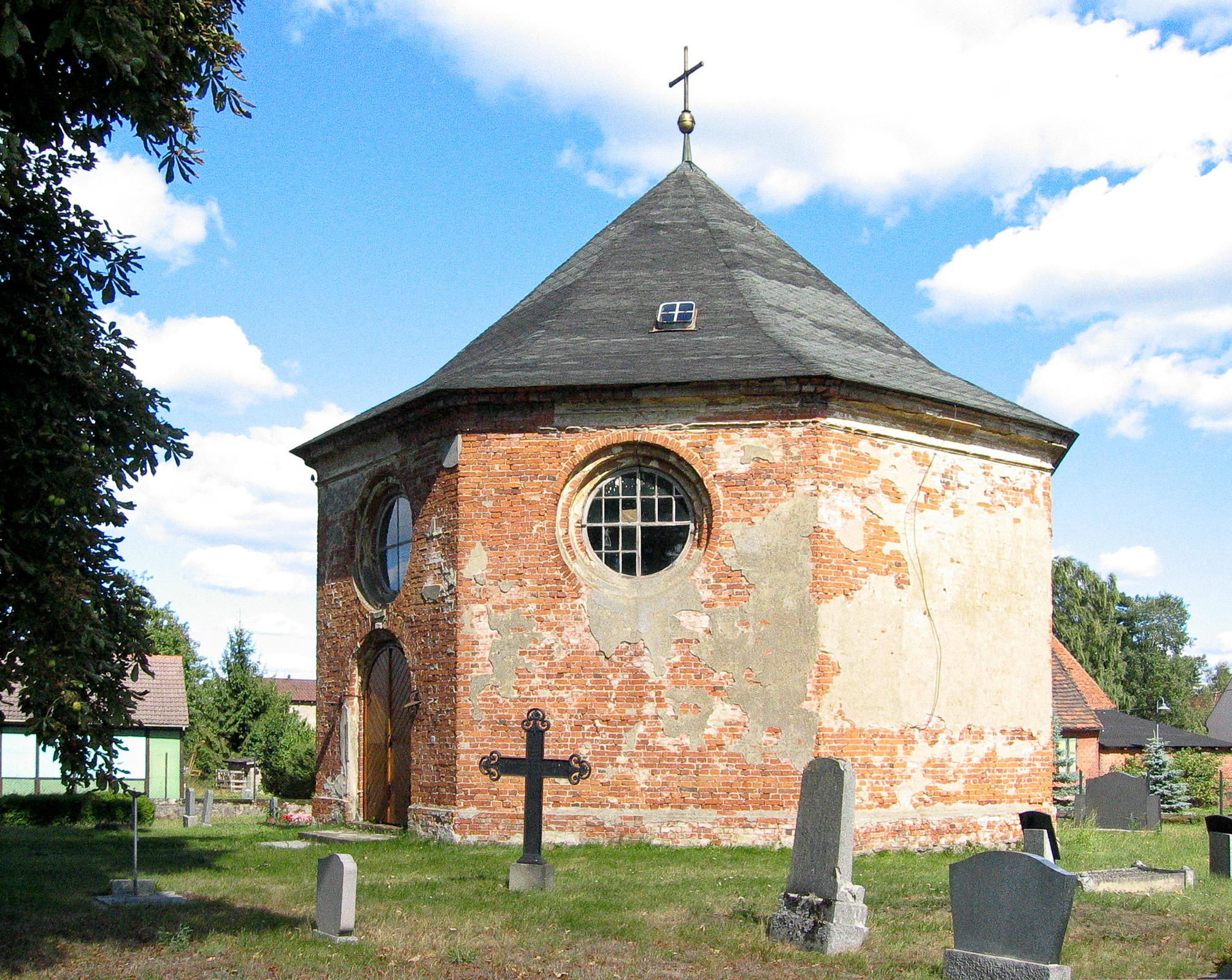
Schinkelkirche von 2003

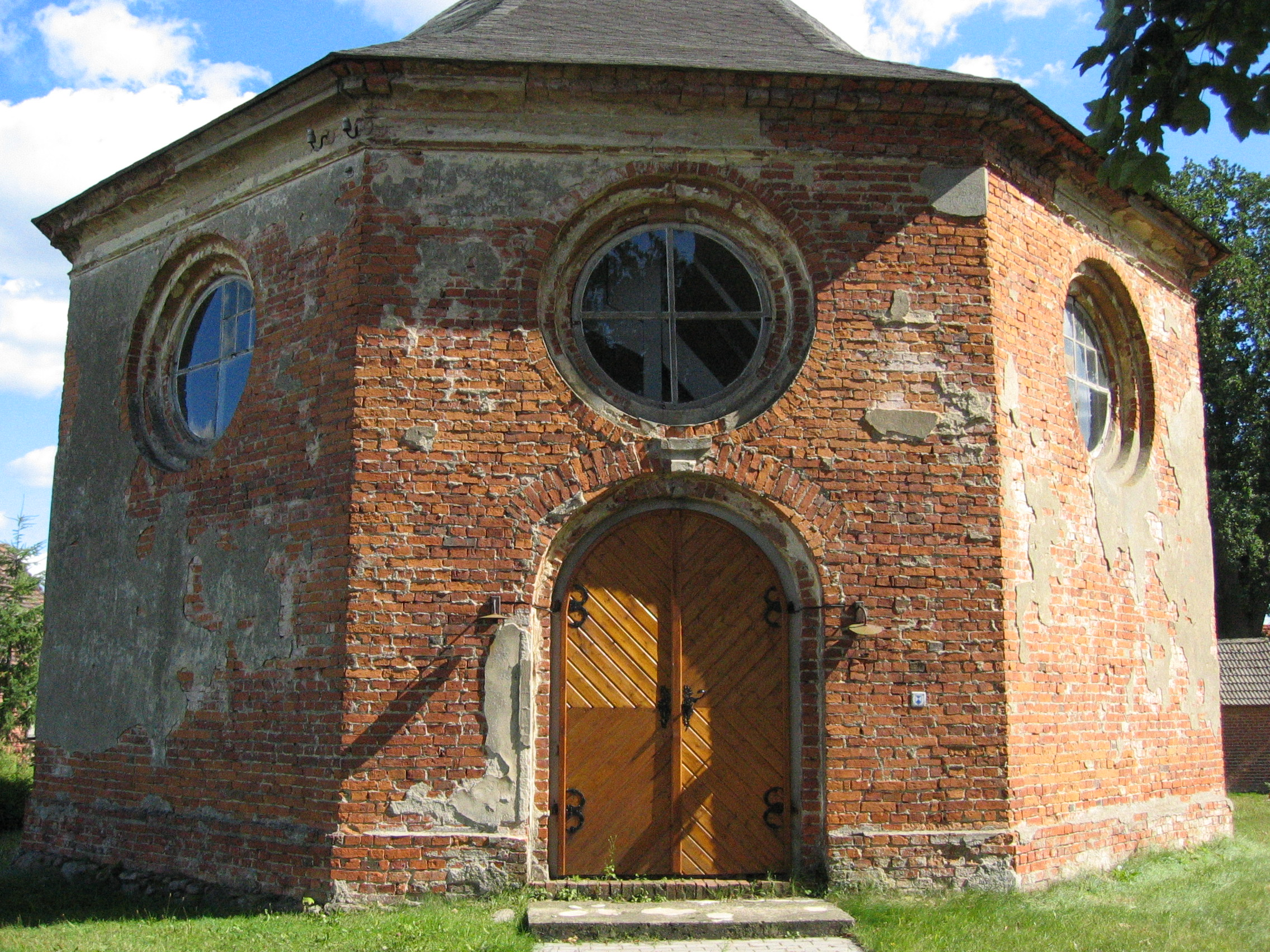
Eingang 2003

Deshalb habe man beschlossen, eine Spezialbrigade die nachfolgenden Arbeiten durchführen zu lassen: 1. Abbruch der Laterne auf dem Dach, 2. Völlige Entfernung der alten Dachhaut, 3. Sanierung der restlichen Dachkonstruktion und der Balkenlage der Decke, 4. Reparatur des Gesimses und Anbringung einer Regenrinne mit 4 Fallrohren an den Ecken, 5. Schließen des Daches als achteckige Pyramide, 6. Eindeckung mit Preolitschindeln auf Schalung, 7. Sparschalung an Unterseite der Decke anbringen. Die Kosten werden auf ca. 25,- TM geschätzt.
Diese Arbeiten wurden ausgeführt, während die Erneuerung des Außenputzes aus Kostengründen nicht erfolgen konnte.
Am 27. August wurde die Kirche in einem feierlichen Gottesdienst wieder eingeweiht. Der Pfarrer bedankte sich für die Gewährung der Baubeihilfe von 25 Tausend Mark, bezifferte allerdings die Gesamtkosten mit 51.974,63 Mark.
Der Kirchenrat der Gemeinde Glienicke beschloss am 8. September 1978 das Vorantreiben der Arbeiten am Außenputz. Aufgrund fehlender Finanzierungsmöglichkeit geschah in den folgenden neun Jahren nichts.
Im Gemeinderat stellte man am 10. September 1987 die Dringlichkeit der Arbeiten besonders heraus, aber auch danach änderte sich nichts an dem Zustand der Kirche.
Schließlich berieten gegen Ende des Jahres 2003 der Pfarrer, einige Gemeindemitglieder und die Architektin Bärbel Kannenberg erneut über die Erneuerung des Außenputzes.
Gleichzeitig wollte man die Pappschindeln gegen Biberschwanzdachziegel austauschen, wie sie zuvor auf dem Dach angebracht waren, von denen noch einige Exemplare auf dem Dachboden lagen.
Die Architektin Bärbel Kannenberg machte den Vorschlag, den ursprünglichen Zustand der Kirche wiederherzustellen und wollte die Maßnahmen durch Fördermittel finanzieren.
So gründete man 2004 den „Förderverein Dorfkirche Glienicke e. V.“.
Im Juni 2008 wurden die Mittel in Höhe von 161.500 € bewilligt von der sogenannten LEADER (einem europäischen Landwirtschaftsfonds), der EU und dem Land Brandenburg. Weitere Gelder kamen von der Sparkasse OPR (25.000 €) und von der Denkmalschutzbehörde des Kreises. Das Arbeitsamt unterstützte die Arbeiten aus dem Kontingent der Gesellschaft für Arbeitsbeschaffungsmaßnahmen und entsandte Kräfte für die vorbereitenden Arbeiten an der Kirche. Weitere 44.000 € wurden durch Eigenmittel und Spenden aufgebracht.

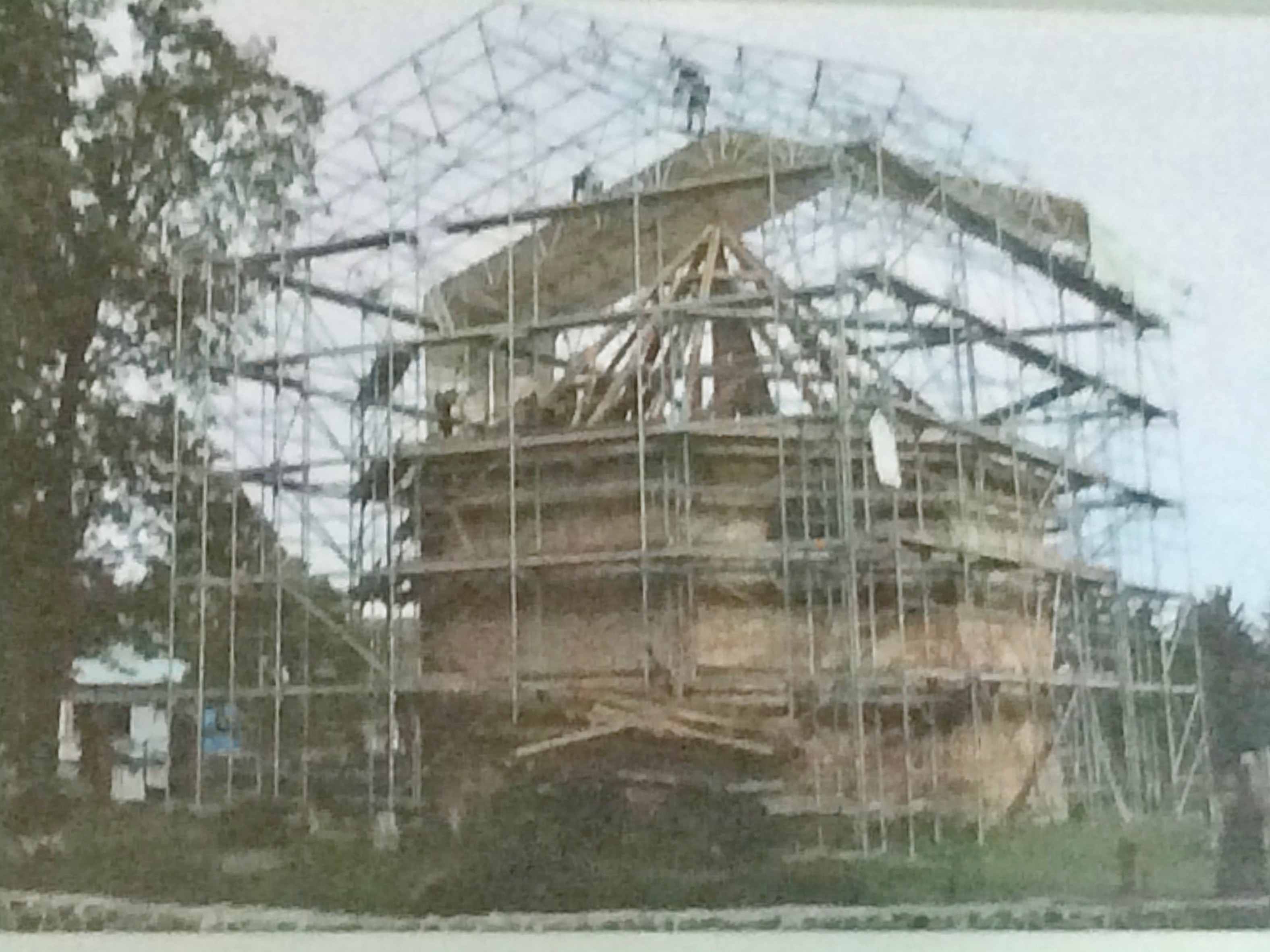
Restaurierungsphase Dachrekonstruktion

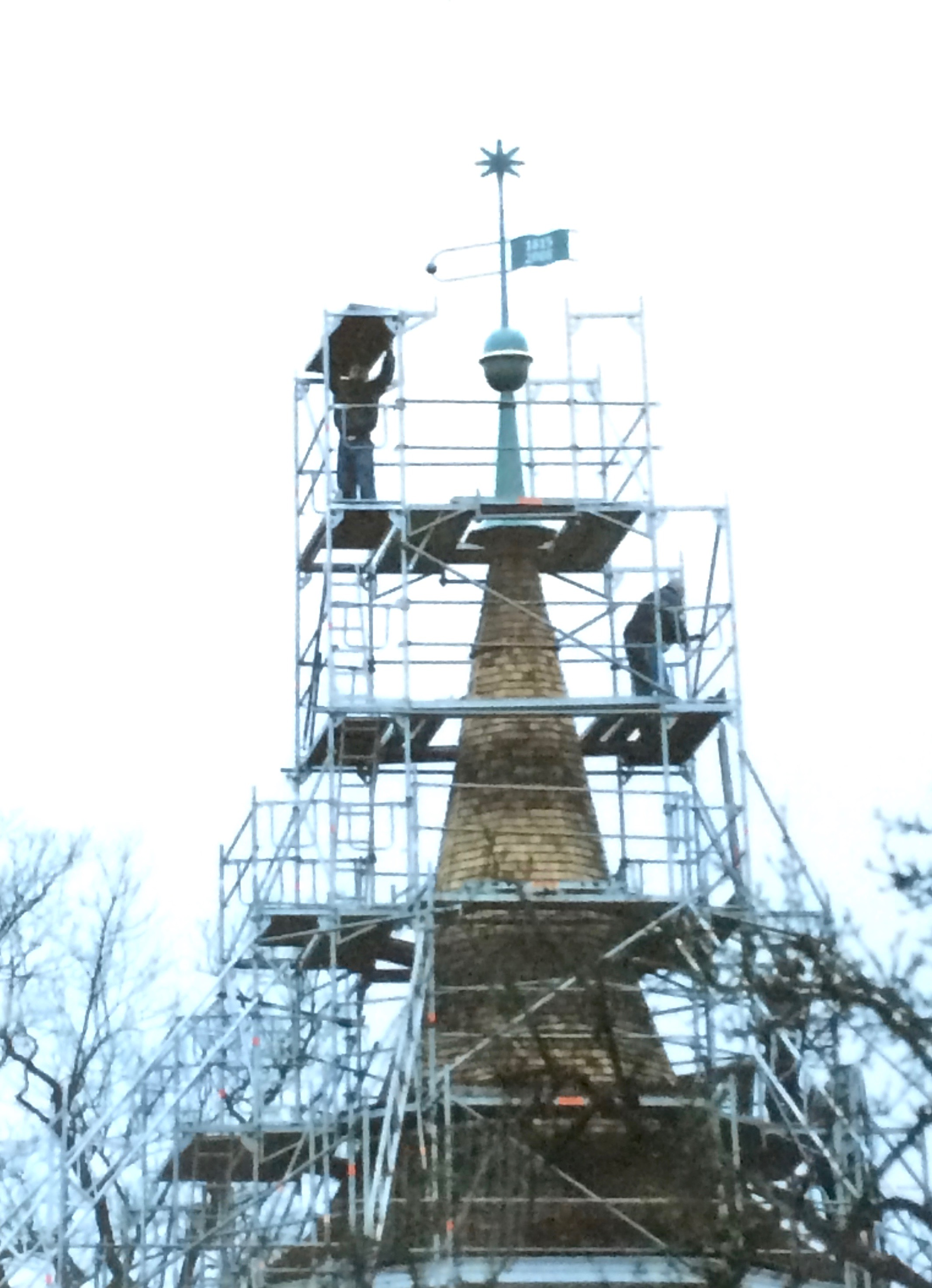
Aus der Restaurierungsphase, Spitzdach des Dachreiters

So konnte im August 2008 das Projekt Restaurierung der Schinkelkirche Glienicke in Angriff genommen werden.
Die Architektin Bärbel Kannenberg und die Vorsitzende des Fördervereins Ingrid Blüschke hatten in Potsdam im BLHA die Akten der GSD eingesehen und dabei u. a. die Copia von Buchholtz von 1814 – nach der Zeichnung von Karl Friedrich Schinkel – sowie die Zeichnungen von Friedrich Wilhelm Hanisch, dem damaligen Bauleiter gesehen.
Auch die anderen Akten, wie die des Kirchenarchivs in Wittstock wurden studiert, um den achteckigen Kirchenbau möglichst originalgetreu wieder herzustellen.
Da die Architektin die Zeichnung Schinkels aus der OBD nicht kannte, hatte sie sich vor allem an den Kopien aus der GSD und an dem Anschlag von Friedrich Buchholtz orientiert, um das Pyramidendach und den Dachreiter zu rekonstruieren.
In diese Planung und Ausarbeitung war das Ingenieurbüro Krämer aus Berlin einbezogen. Auf deren Website erfährt man die Planungs- und Bauzeit von 2006–2008, von dem Architekturbüro Kannenberg & Kannenberg, sowie von dem Bauherrn der Sanierung der Dorfkirche, dem „Förderverein Dorfkirche Glienicke e.V.“.
„Die Sanierung des Daches orientiert sich in der äußeren Form an der historischen Vorlage, die konstruktiv nicht ausreichend gelösten Punkte wurden verbessert.“
Zu den ausgeführten Arbeiten an der Kirche gehörte die Aufarbeitung der Fenster, Schwammbeseitigung, Errichtung des Dachstuhls, Eindeckung des Pyramidendachs mit Biberschwanzziegeln, Errichtung des Tambours, Aufsetzen des Turms, Unterschalung mit Kiefernholz und Eindeckung mit Eichenholzschindeln, Aufsetzen der Turmbekrönung mit neuer Wetterfahne, Abputzen und Streichen der Fassade, Aufarbeitung und Anstrich der Eingangstür.
Die Gesamtausgaben werden mit 265.000 € beziffert.
Die Wiedereinweihung der Kirche erfolgte mit einem feierlichen Gottesdienst.
2014 wurde der Dachstuhl gegen Ungeziefer behandelt.
2016 zeigten sich Setzrisse über den Rundfenstern.
In dieser langen Geschichte der kleinen Dorfkirche trat immer wieder das Problem der Schäden an dem Dachreiter der Kirche zutage.
Man möchte es der Konstruktion durch Karl Friedrich Schinkel zuschreiben.
Wenn man jedoch den Dachstuhl der barocken Achteckkirche in Golzow (1750–1752) ansieht, wird klar, dass die Ursache für die Dachschäden in Glienicke und auch in der oktogonalen Evangelischen Kirche Bischmisheim ebenfalls von Schinkel (1821–1824), nicht in der Konstruktion des Dachreiters zu suchen ist, sondern dass sie in der Materialfrage begründet liegt.
Denn die großdimensionierten Eichenbalken, aus denen der Dachstuhl in Golzow hergestellt worden war, geben ihm eine solche Stabilität, dass er wohl noch weitere Generationen schadlos überstehen wird. Dorfkirche Golzow (Mittelmark)
In den Wirren der Zeit, als die Kirche in Glienicke gebaut wurde, hatte man durch die Kosten für die französische Besatzung und die Belastung durch den lang andauernden Krieg und seine Folgen keinen finanziellen Spielraum für eine solch aufwändige Dachkonstruktion gehabt.

## Baubeschreibung

### Lage
Das Dorf Glienicke liegt 5 km nordwestlich von Wittstock/Dosse.

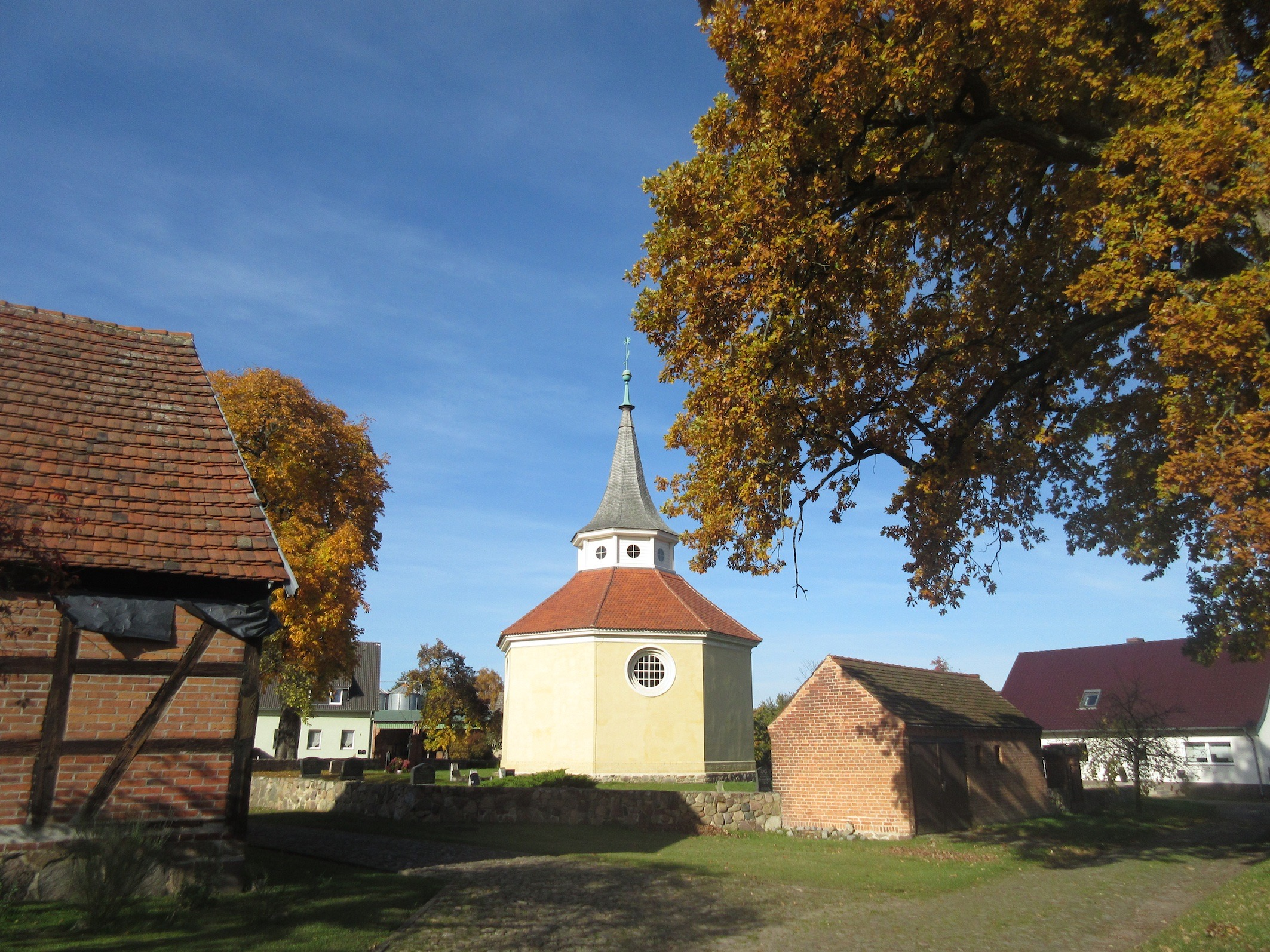
Ensemble auf dem Dorfanger

Die Höfe und Häuser dieser 109-Seelen-Gemeinde gruppieren sich als Runddorf um einen großen Platz, in dessen Zentrum ein mächtiger Baum und verstreut Obstbäume stehen.
Im westlichen Teil dieses Platzes gibt es eine kleine Gebäudeansammlung mit dem Feuerwehrhaus, während das nordwestliche Feld dem Friedhof vorbehalten ist.
In dessen Mitte steht die Achteckkirche mit ihrem Portal nach Westen und dem Kanzelaltar nach Osten ausgerichtet.
Diese markante Kirche mit ihrem Spitzturm des Dachreiters prägt weithin das Ortsbild des Dorfes.

### Außenbau

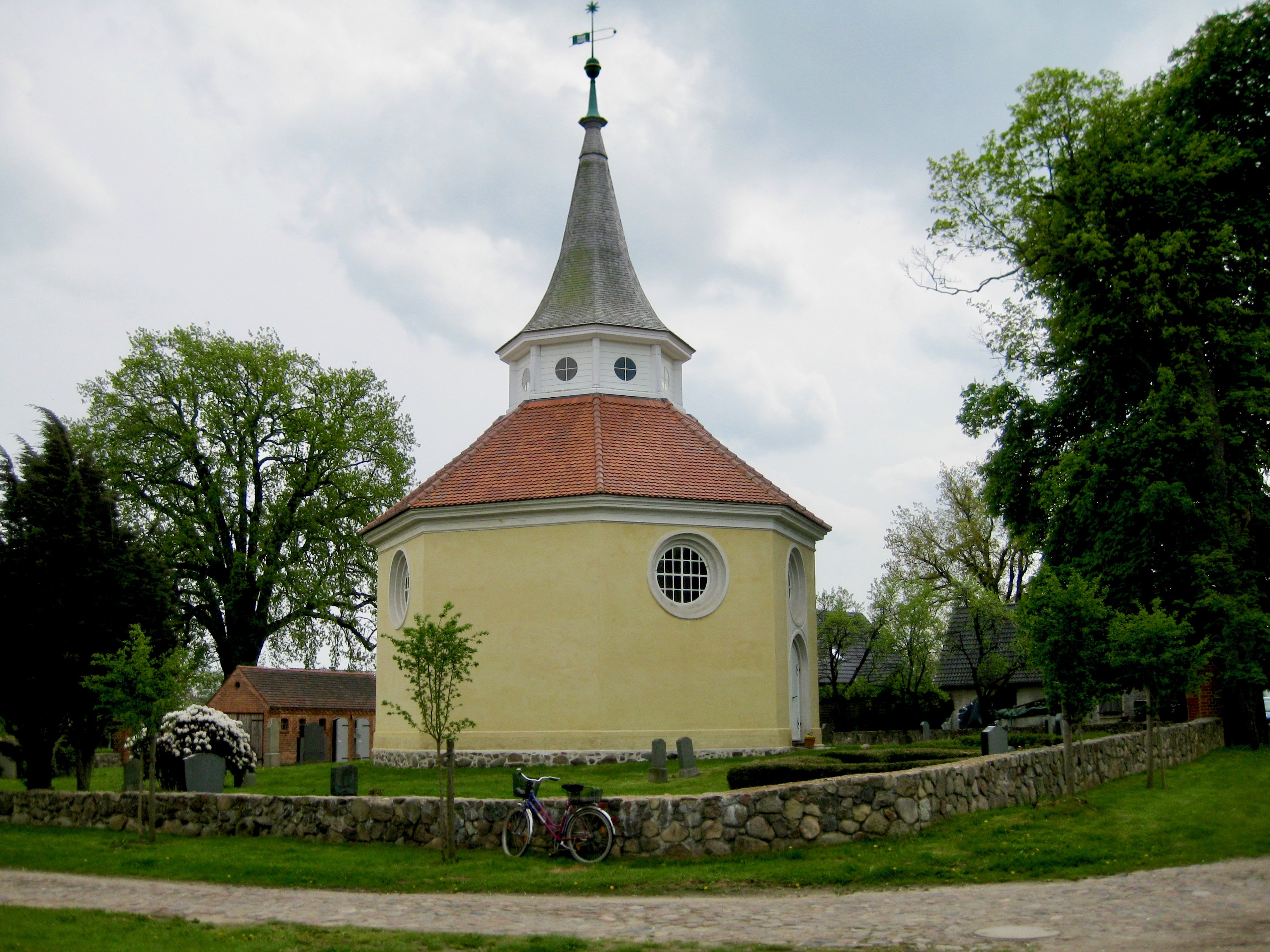
Schinkelkirche von N W

Über einem achteckigen Grundriss mit einem Außendurchmesser von 11,66 m und der Länge einer Achteckseite von 4,83 m erhebt sich ein glatt verputzter hellgelb-ocker gestrichener Bau mit einem Pyramidendach, einem Dachreiter bestehend aus Laterne und Spitzdach mit einer metallenen Turmspitze mit rundem Knauf und Wetterfahne.

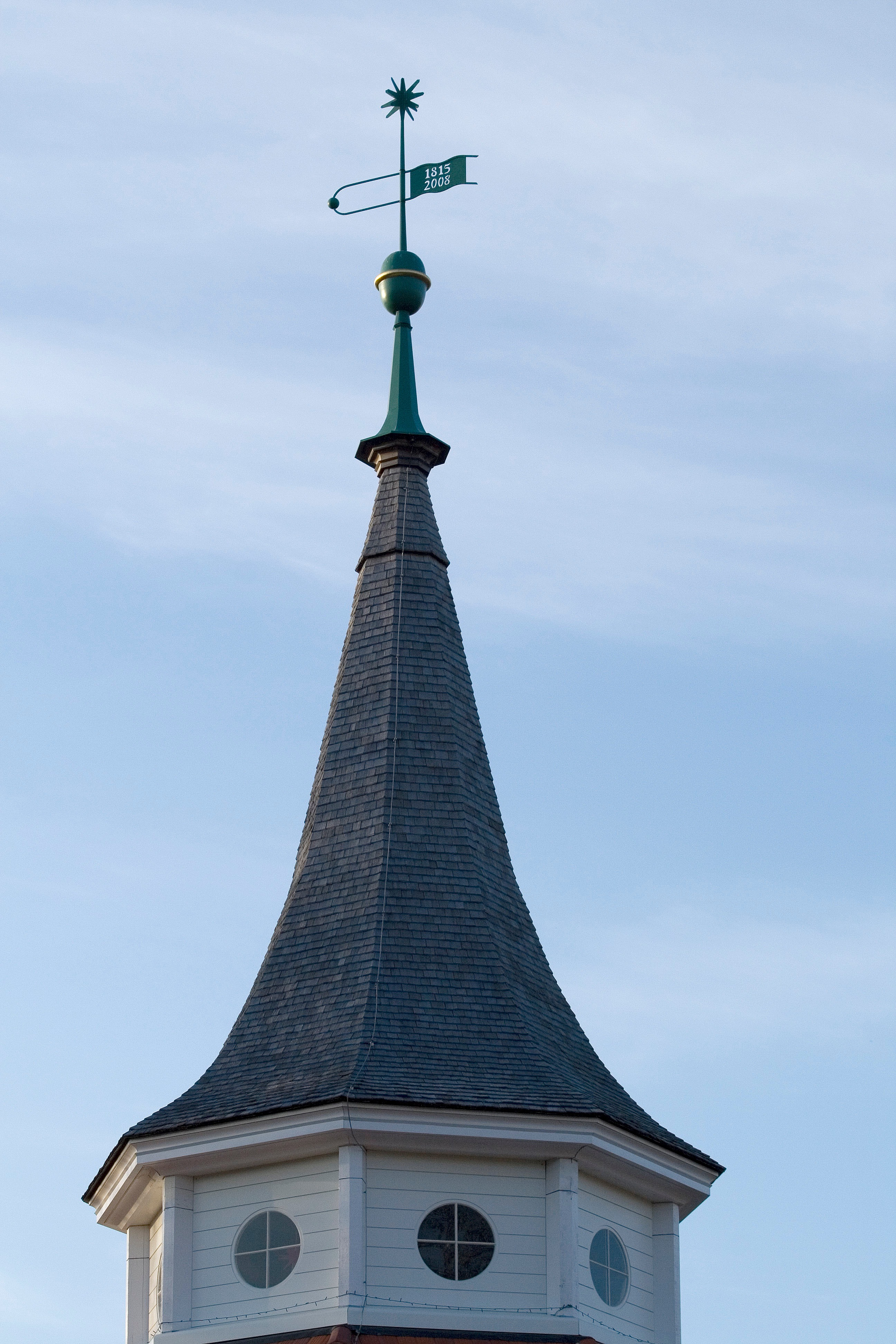
Tambour mit Spitzdach und Wetterzeiger

Die Wetterfahne weist die Jahreszahlen 1815 und 2008 aus, das Datum des Baubeginns und das der letzten Restaurierung.
Das Gebäude ist ca. 23,15 m hoch von der Oberkante eines das Niveau ausgleichenden Bruchsteinfundaments bis zur obersten Spitze der Wetterfahne.
Die Höhe der Wand bis unter die Dachkante beträgt 6,14 m.
In Höhe der Empore sind vier Rundfenster über Kreuz in die Wände eingelassen, ein fünftes bildet durch eine erhabene Verputzgestaltung eine Einheit mit dem rundbogigen Eingangsportal.
Die Fenster mit einem Durchmesser von ca. 1,55 m liegen zweistufig zurück, der Außenrand der weißen Einfassung reicht mit einem schmalen erhabenen Rand über den Wandputz hinaus. Unterteilt sind die Fenster durch ein schmales Mittelkreuz und dünne Stege für 24 Klarglasscheiben, die Holzteile sind weiß gestrichen.
Die glatt verputzten Ziegelwände führen von dem Bruchsteinfundament über eine Plinthe mit Rauputz zu dem Kranzgesims, das durch die Zusatzzeichnung von Schinkel sein Profil erhalten hat.
Über das weiß gestrichene Kranzgesims ragt das mit roten Biberschwanzziegeln gedeckte Dach.
Die Kanten jedes Dachkompartimentes sind durch gewölbte Firstziegel geschützt. Sie führen zu den fünfkantigen Stützbalken des Tambours, die ihrerseits ein profiliertes Kranzgesims stützen, über dem sich das Spitzdach erhebt.

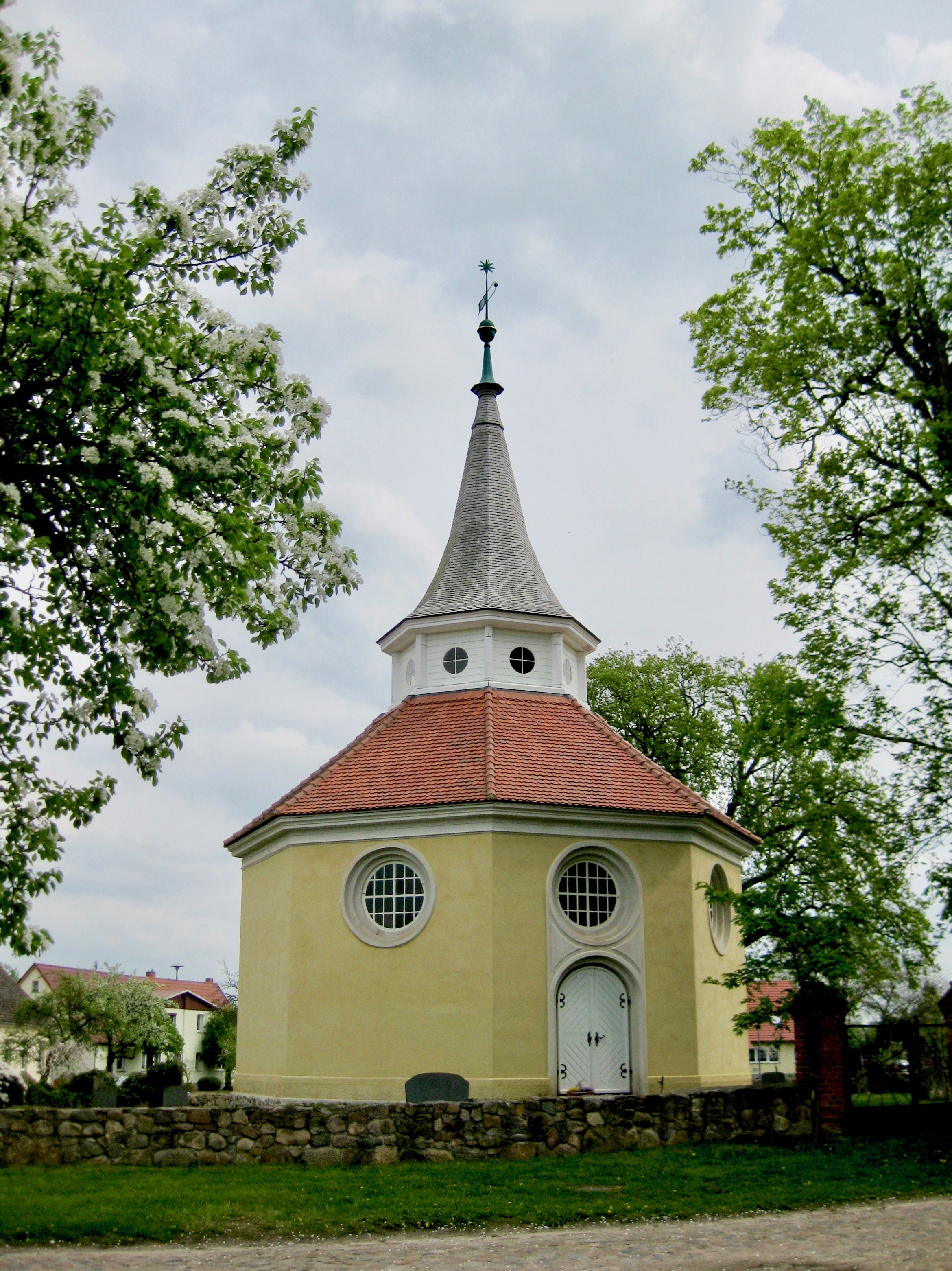
Schinkelkirche von West

Auf der Innenseite der senkrechten Balken des Tambours sind Bretterwände mit Rundfenstern eingesetzt. Vier von den acht Wänden sind als Türen ausgearbeitet. Diese können durch eine hydraulische Installation nach innen geöffnet werden, um beim Läuten der Glocke den Schall nach außen dringen zu lassen.
Zwischen dem roten Ziegeldach und dem dunkelgrauen Spitzdach – mit Eichenholzschindeln gedeckt – hebt sich der weiß gestrichene Tambourteil mit einem Abschlussgesims nach unten und oben farblich ab.
Das doppelflügelige rundbogige Eingangsportal besteht aus vier in Rahmen eingelassenen Türfüllungen, der mittlere Anschlag wird von einem dünnen Säulchen mit Basis und Kapitell gebildet. Die Tür besteht aus Holz und ist innen und außen weiß gestrichen, die schmiedeeisernen Türbänder bilden durch ihre Schmuckform und den schwarzen Anstrich einen farblichen Kontrast.

### Innenraum

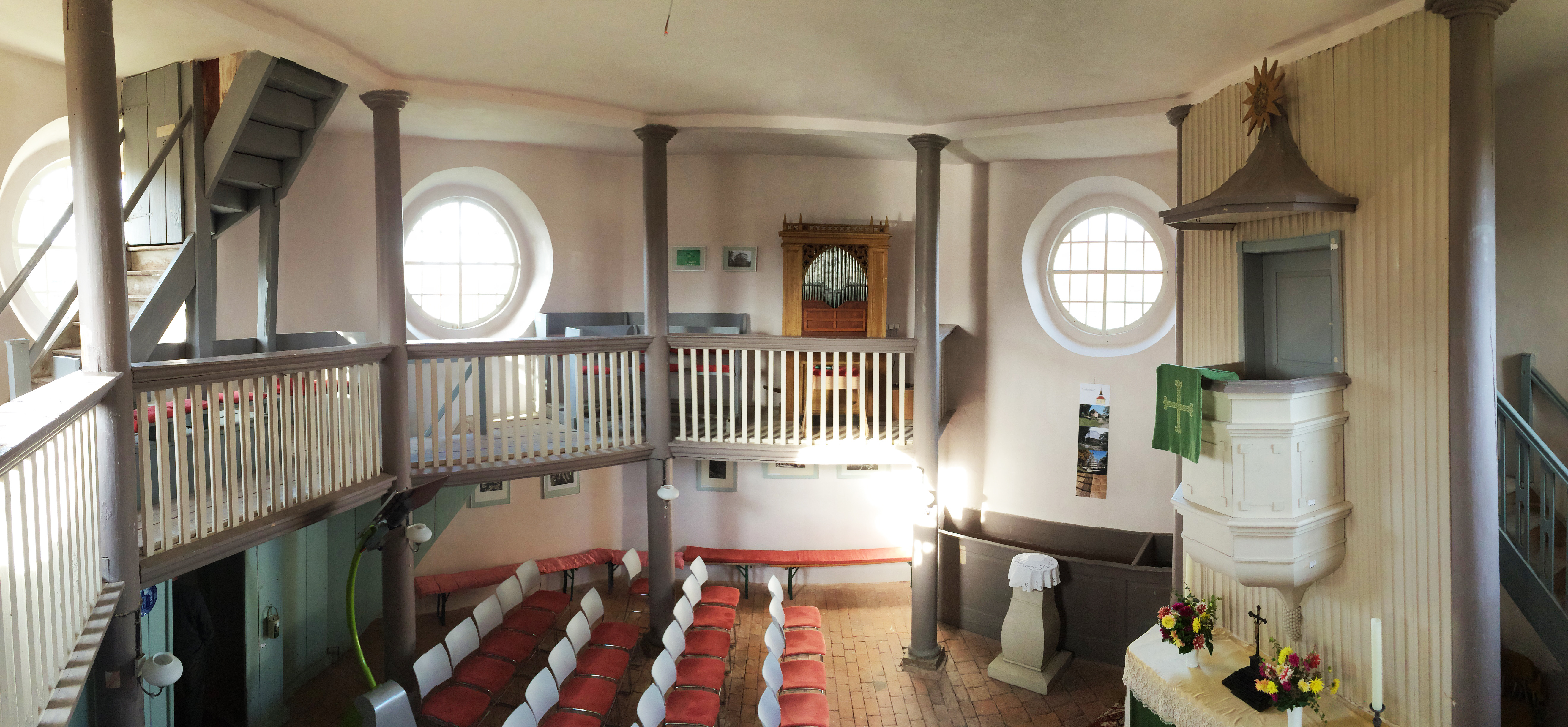
Innenraum nach N

„Der Innenraum stellt sich weitestgehend noch bauzeitlich dar. Teile der Decke, alle Wandflächen, sämtliche Holzeinbauten wie Kanzelaltar, Empore und Kirchenbänke sowie Fußboden stammen noch aus der Zeit um 1815.“
Hinter dem Eingang des doppelflügeligen Rundbogenportals ist ein aus einfachen groben Brettern gezimmerter Windfang eingebaut. Rechts und links führt eine zum Kirchenraum hin verkleidete Treppe dem Mauerverlauf entlang auf die Empore.
Den Kirchenraum betritt man durch eine einfache Gratleistentür.
Die Innenraumfläche beträgt 89,70 m², das Maß von Wand zu Wand 10,33 m.
Acht runde toskanische Holzsäulen stützen ein Gebälk, das wie ein Architrav gebildet ist. Darauf ruht die bauzeitliche Holzbalkendecke.
Diese Säulen stehen 2 m von der Außenwand entfernt und geben so die Tiefe vor, sowohl für die Empore, als auch für die im Ostteil vorgezogene Wand aus Brettern, an der sich der Kanzelaltar mit einem Schalldeckel befindet.

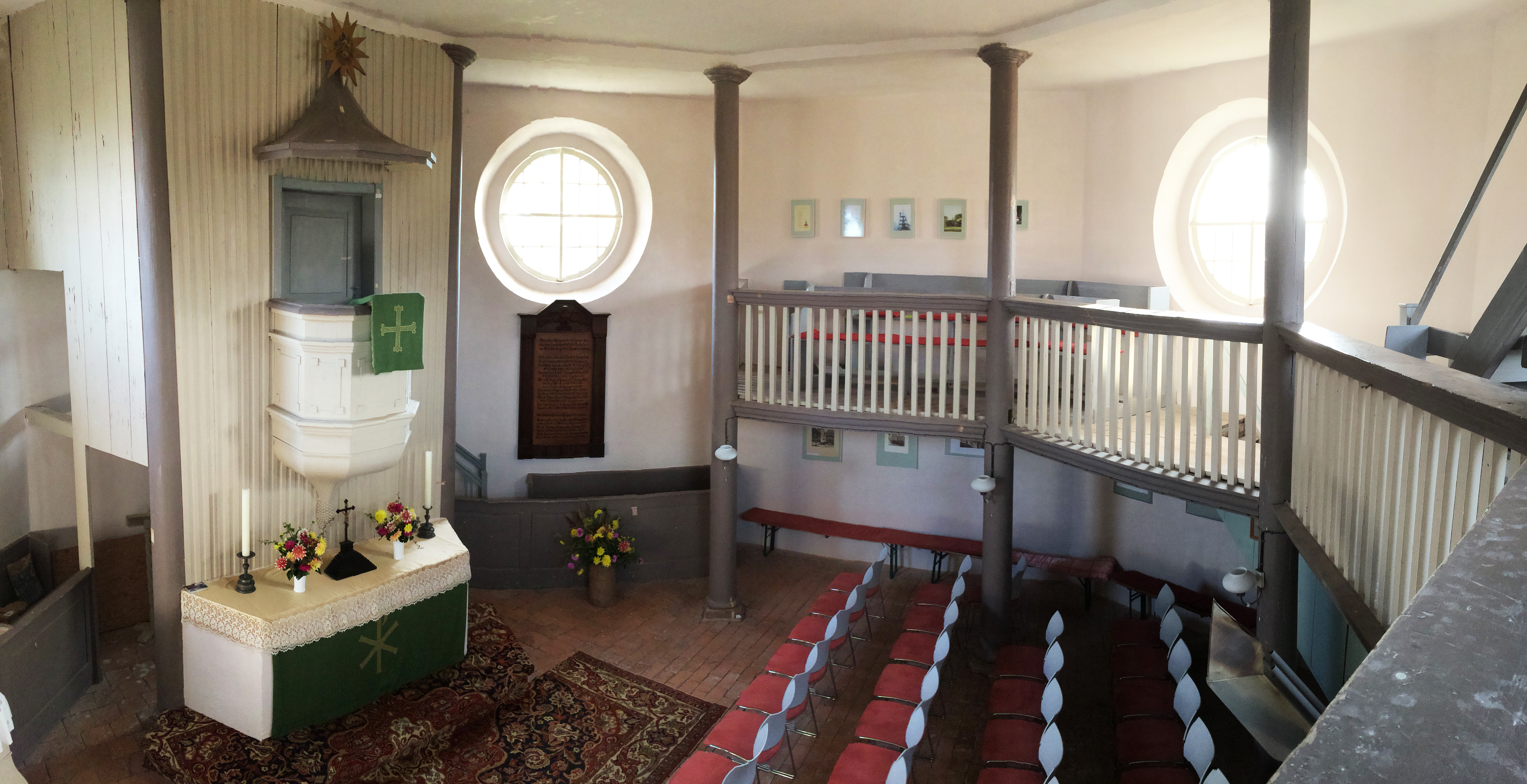
Innenraum nach S O

Hinter dieser Wand bleibt Raum für eine Treppe zur Kanzel, einen Abstellraum für Kirchenutensilien und einen Gang, um hinter den Altar gehen zu können.
Die beiden Wände neben dem Kanzelaltar sind mit einem Rundfenster in Emporenhöhe gestaltet.
Gegenüber dem Kanzelaltar verläuft die Empore entlang von fünf Außenwandteilen.
Über dem Eingang führt von der Empore aus eine zweiläufige Treppe zu einem Verschlag zum Dachboden.

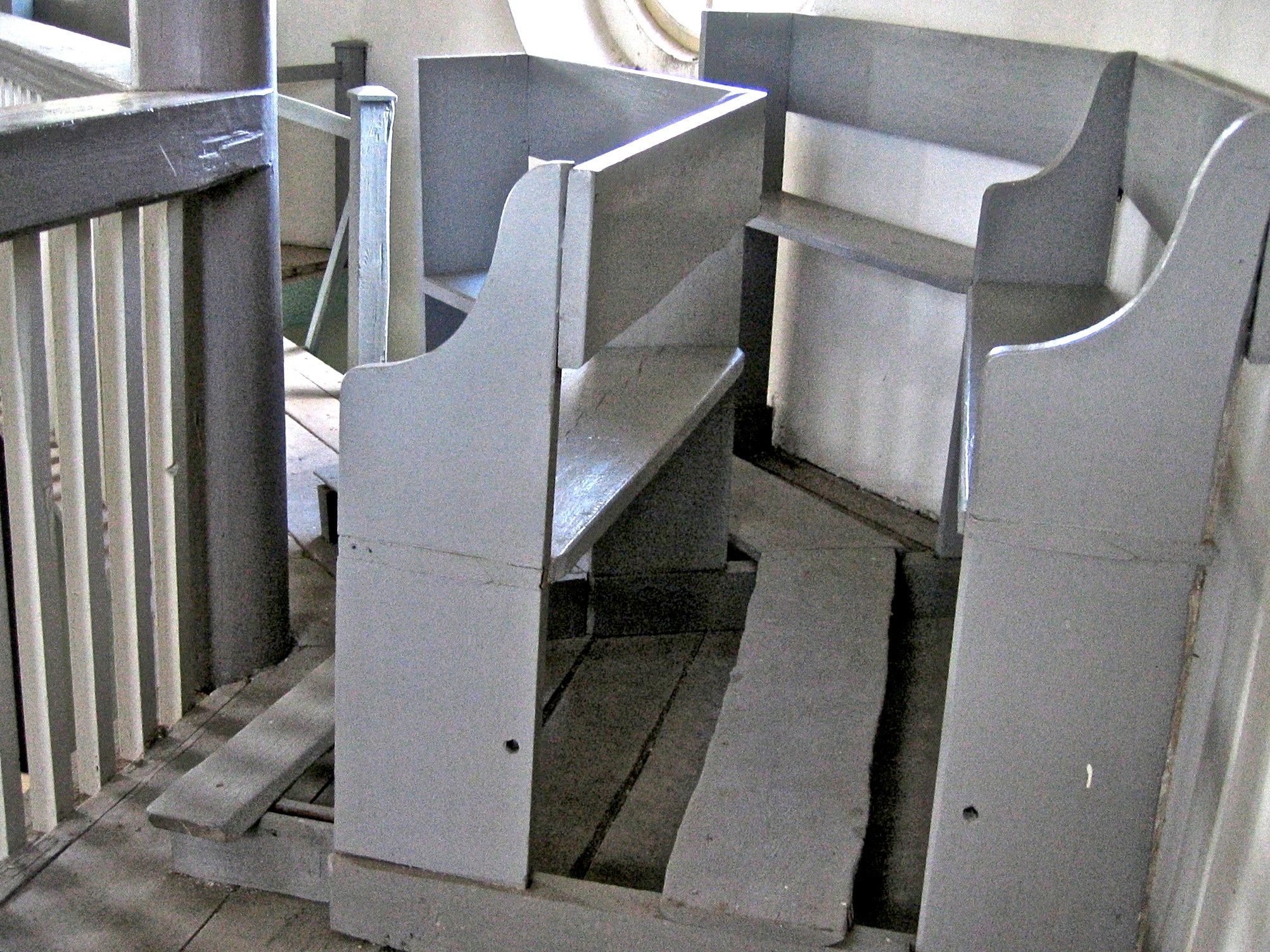
Einfache Emporenbänke

Auf der Empore sind durch einfachste Bretterkonstruktion Bänke auf Schwellen gezimmert, die zwei Sitzreihen mit Rückenlehne bilden.

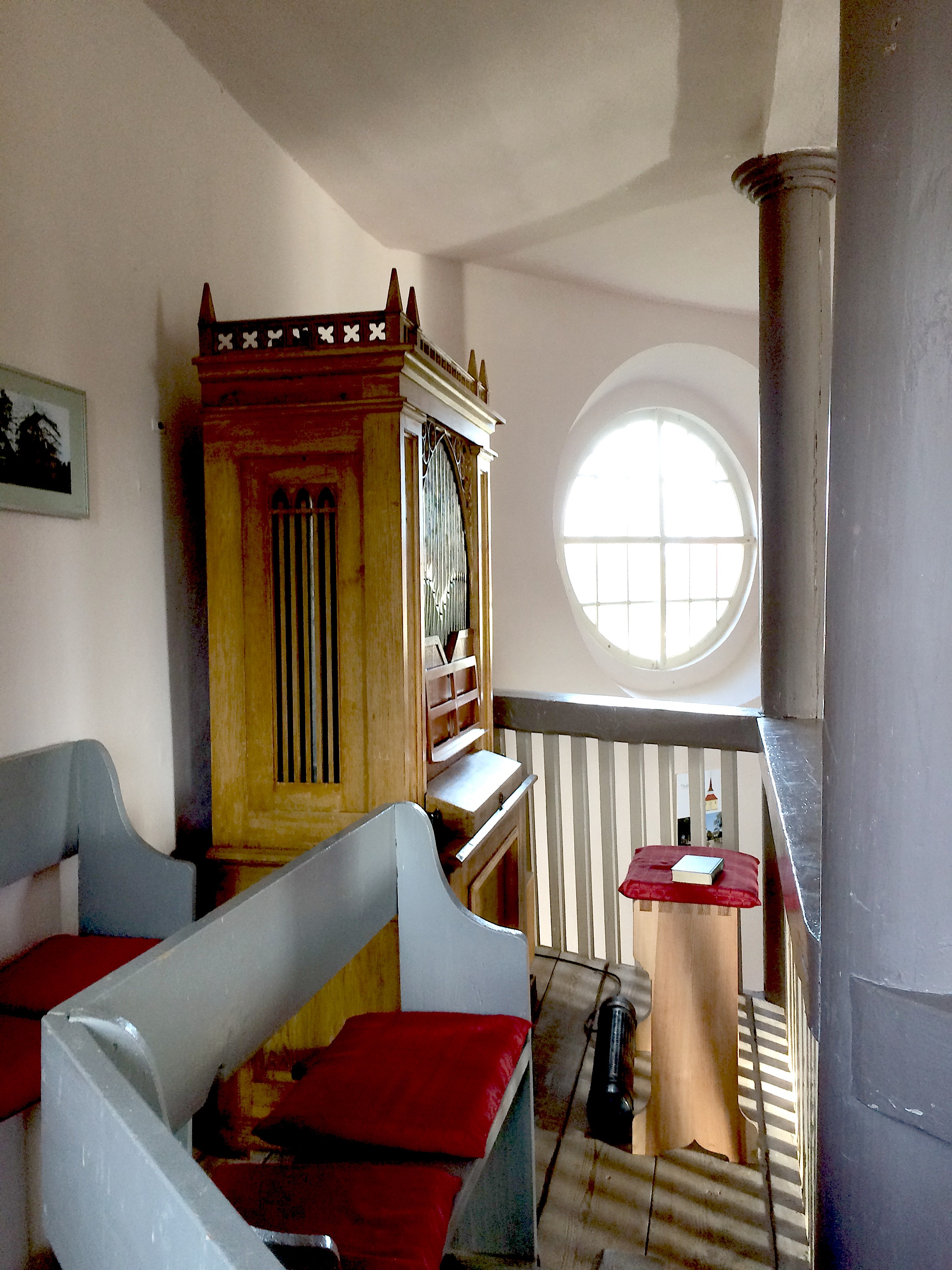
Schrankorgel auf der Empore

Auf der linken Seite fehlt ein Teil der Bank, nachdem die restaurierte Schrankorgel des Orgelbauers Lütkemüller aus dem Jahr 1870 hier im Jahr 2015 ihren neuen Platz bekommen hat.
Die Trapezform des Altars ist vorgegeben durch die Linien, die von der Ecke der Achteckwand strahlenförmig zur Mitte führen. Er steht unmittelbar an der Wand unter der Kanzel, umgeben von einem Holzpodest, das in gleicher Form um 0,30 m herausragt.
Die Front des gemauerten Altars wird von einem Antependium, die Mensa von einem Altartuch bedeckt.

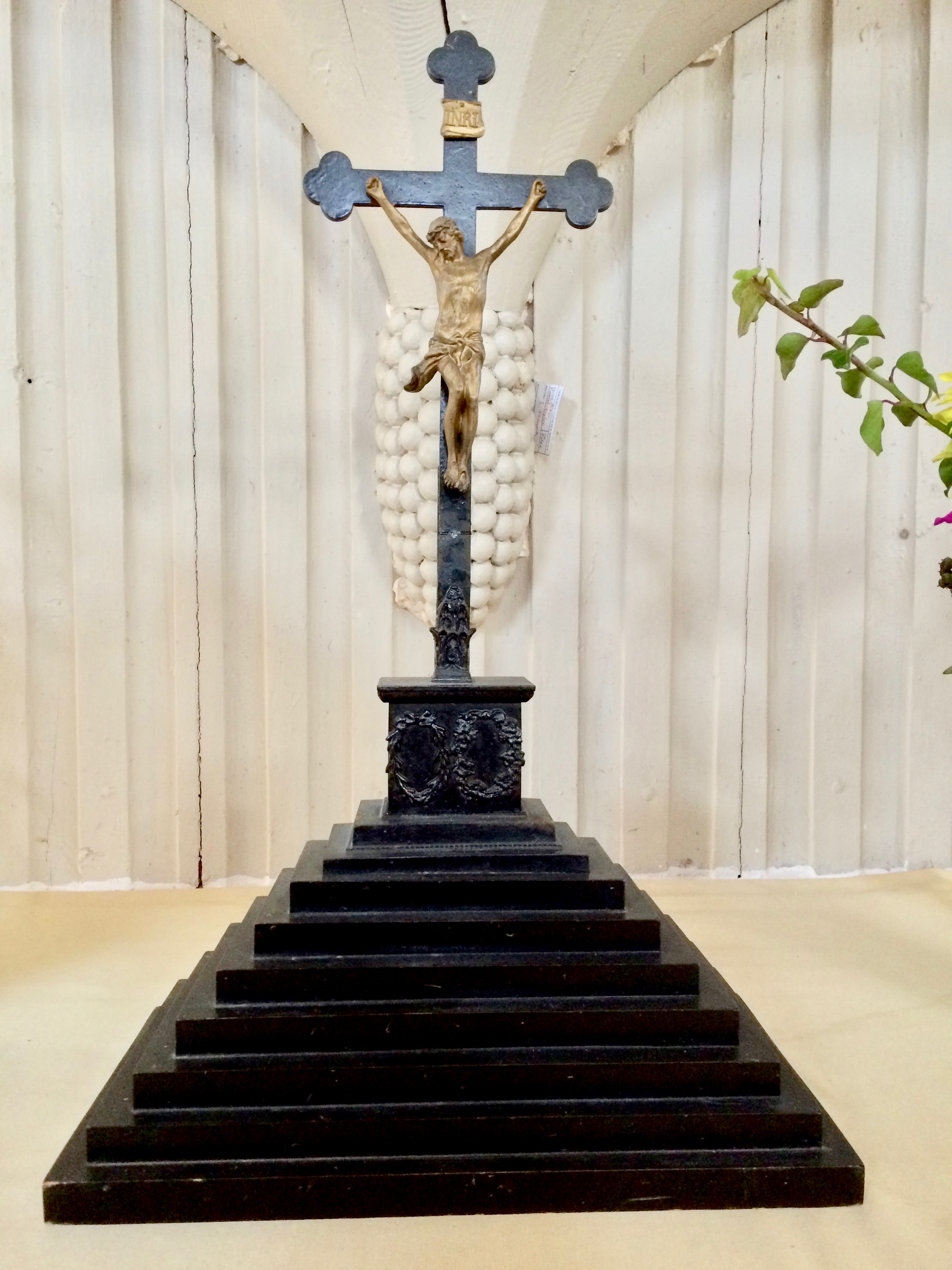
Kruzifix Erbauungszeit

Auf dem Altar steht ein eisernes Kruzifix auf einem mehrstufigen quadratischen Aufbau, wie es in der Erbauungszeit der Kirche typisch war. Sehr wahrscheinlich stammt es aus der Eisengießerei in Berlin, wie es der König für die Kirchenausstattungen vorgegeben hatte.

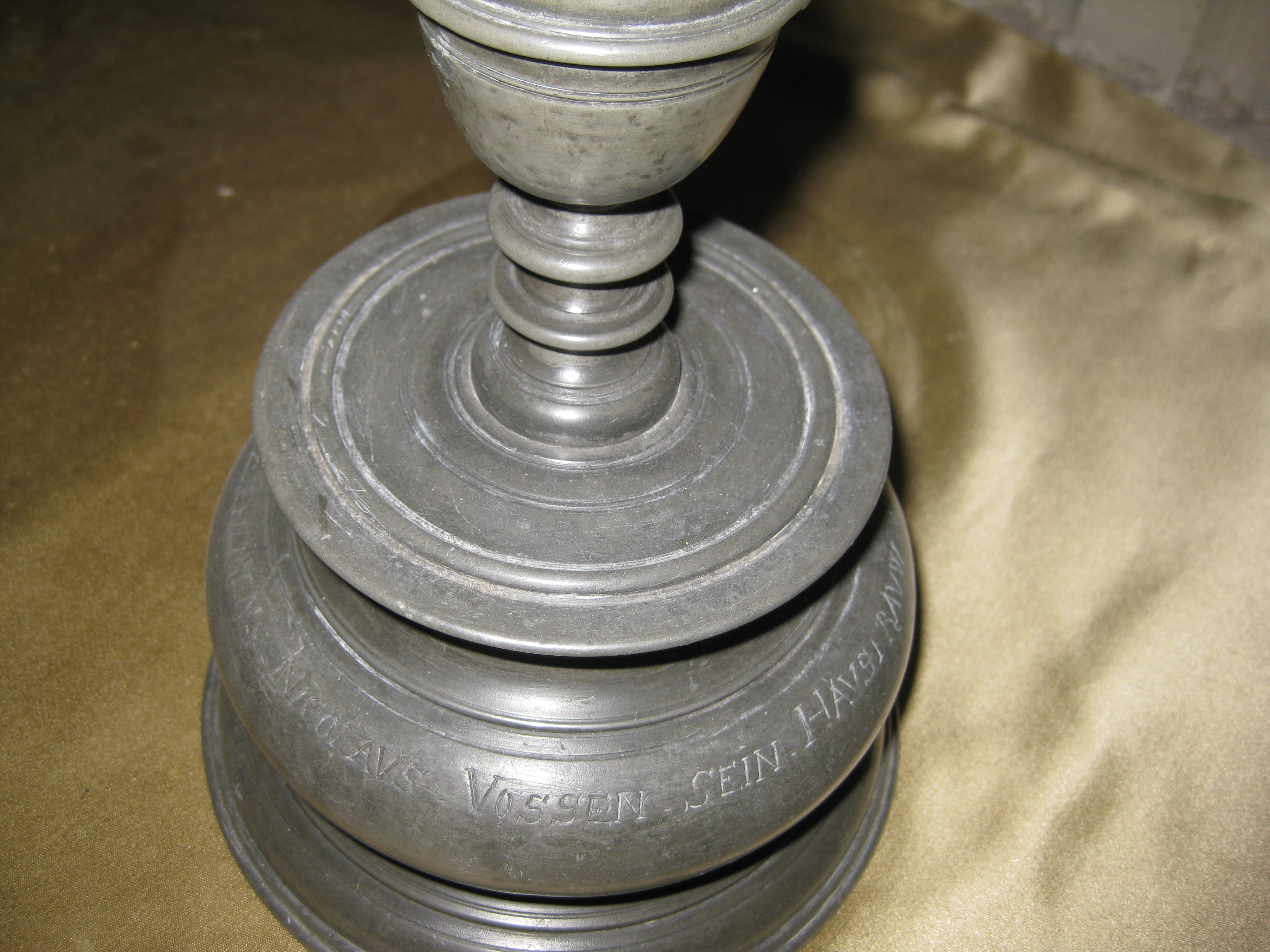
Zinnkerzenhalter, !652

Die beiden Zinnkerzenleuchter auf dem Altar von 1652 und 1653 stammen noch aus der Vorgängerkirche.
Das liturgische Gerät für die Eucharistiefeier, Kelch und Patene von 1716, besteht aus vergoldetem Silber und wird im Kirchenarchiv in Wittstock aufbewahrt.
Die Fünfachtel-Kanzel wird von vier unterschiedlich stark profilierten Leisten horizontal in drei Teile unterteilt.
Der untere Teil des Kanzelkorbes verjüngt sich in einer geschwungenen Form und endet in einem einer Traube nachgebildeten Zapfen.

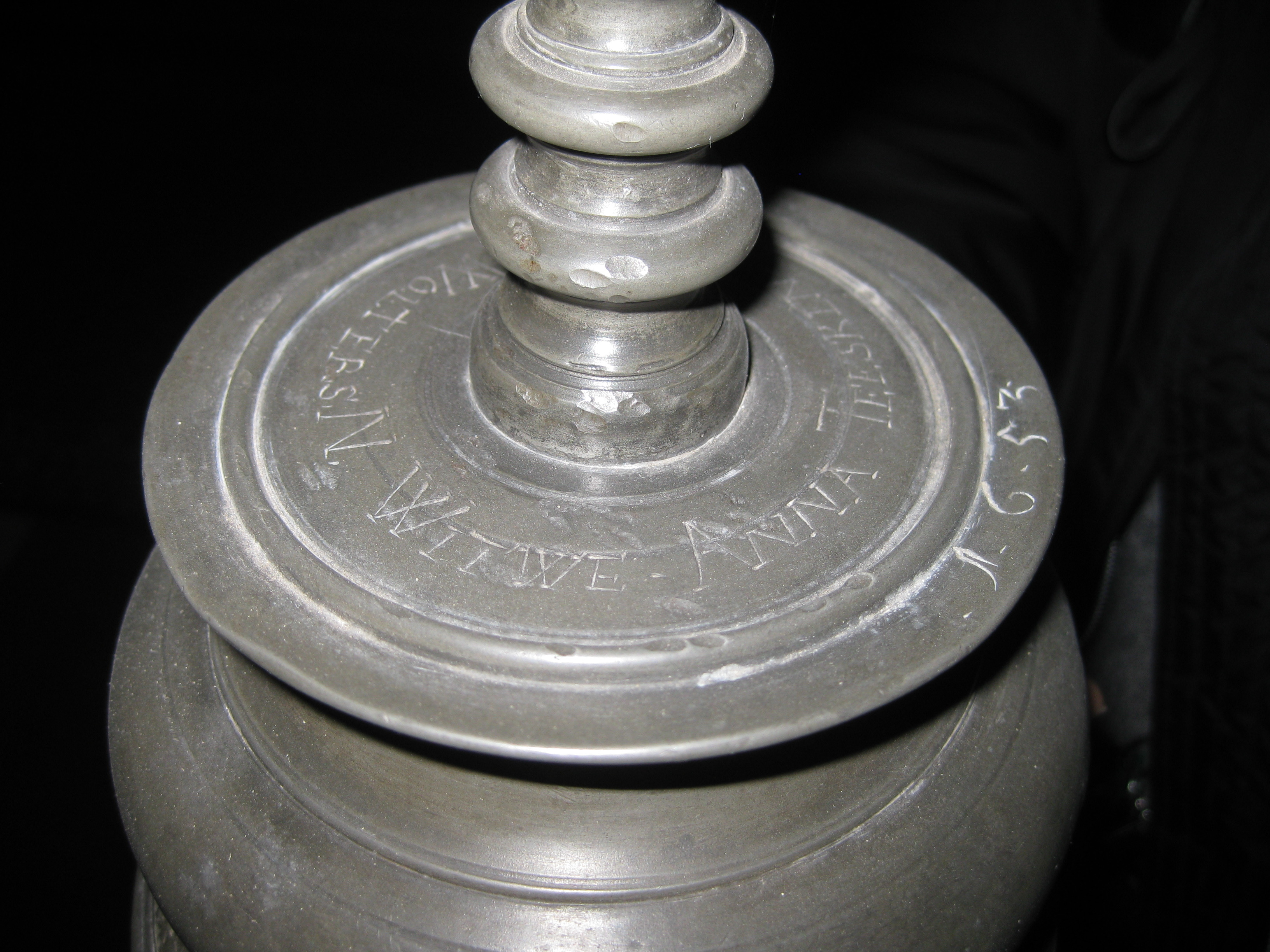
Zinnkerzenhalter 1653

Der Schalldeckel nimmt die Form der Kanzel in etwas ausladenderer Größe auf und verjüngt sich nach oben. Den Abschluss verdeckt ein als Sonne stilisierter zwölfstrahliger Holzstern mit dem Mittelmotiv einer Putte im Rankenwerk.
Vor der Wand neben dem Kanzelaltar steht auf der linken Seite eine Kastenbank, die zum Kirchenraum hin durch eine Holzbrüstung getrennt ist. Mit Pultbrettern und einer eingelassenen Tür versehen, war sie für den Dorfschulzen und den Küster bestimmt. (Abb. Innenraum zum Kanzelaltar)
Gegenüber rechts neben dem Kanzelaltar befinden sich eine ebensolche Kastenbank für den Prediger und der Aufgang zur Kanzel.
Für die Erstausstattung erhielt die Kirche vier lange durchgehende Bänke, die frontal zum Kanzelaltar standen.
Bei den Sanierungsarbeiten der Kirche 1977 mussten sie als Sparschalung an der Unterseite der Decke verwendet werden, „weil Bretter zu dieser Zeit ein Engpass waren.“
Heute besitzt die Kirche keine Kirchenbänke, es werden nach Bedarf Stühle aufgestellt.
Der Kirchboden ist mit großen rechteckig und quadratisch geformten Ziegeln auf gestampftem Boden belegt; Ziegel, die z. T. noch aus der alten Fachwerkkirche übernommen wurden.
Die Wände und die Decke der Kirche sind seit 2014 in einem gebrochenen Weiß gestrichen.
Die übrige Farbgebung stammt noch von 1978, als die Kirche nach dem Dachrückbau auch innen renoviert wurde.
Der Windfang mit den Treppen, die Emporenbänke und der Aufgang zum Dachboden weisen eine grau-blaue Farbe auf, wie auch die Treppe zur Kanzel und die Kanzeltür mit Türbekleidung.
Die Säulen, die Kastenbänke neben dem Kanzelaltar, der profilierte Handlauf des Emporengeländers und das Profil als Abschluss der Empore sind in braun-grau-violett gefasst, während die senkrechten Geländerstreben weiß gestrichen sind. Auch der Kanzelkorb ist weiß, sein Handlauf wieder braun-grau-violett wie auch der Schalldeckel.

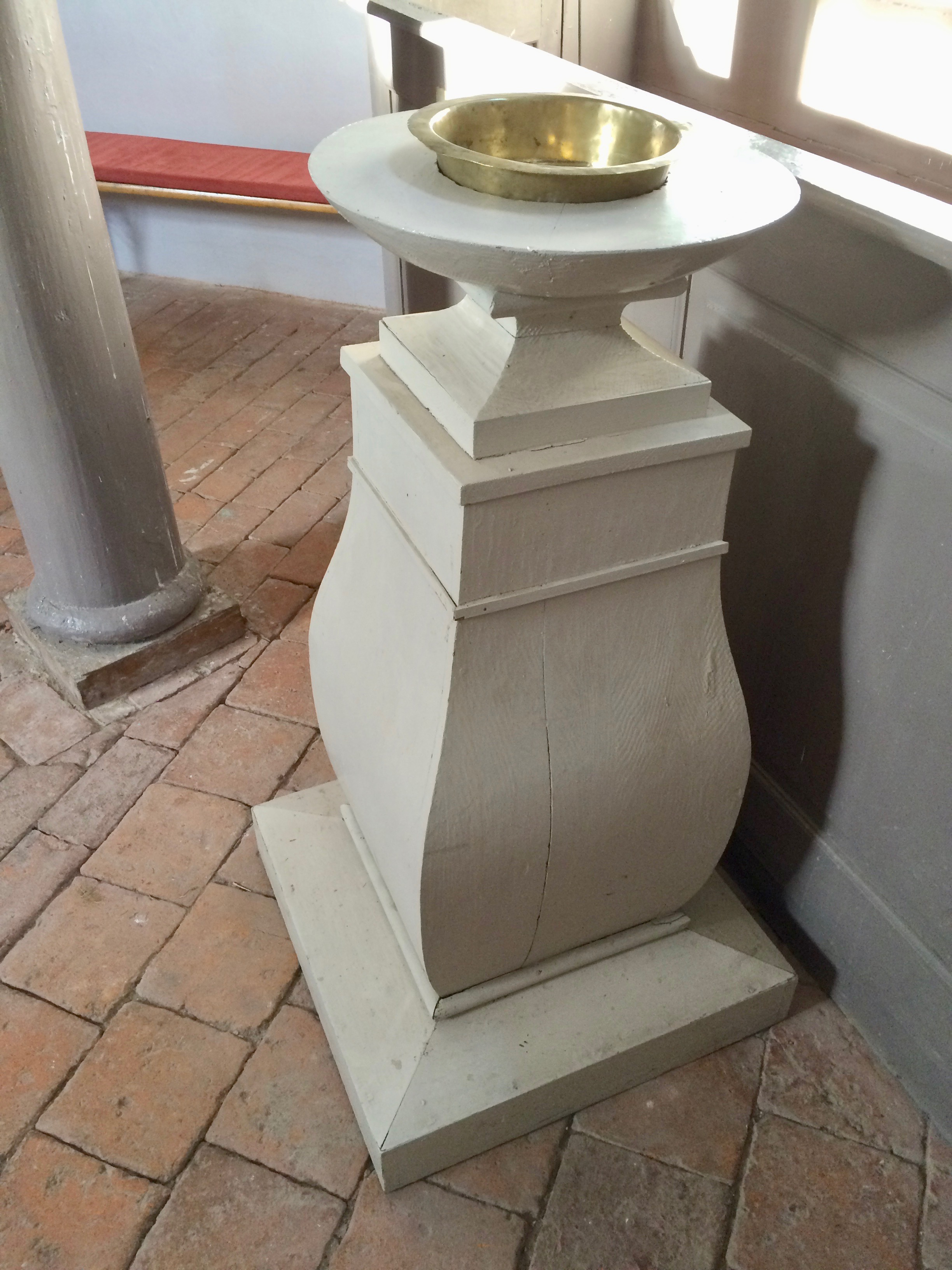
Taufschale Erbauungszeit

Die Ausstattung der Kirche beschränkt sich auf die Kanzel mit Schalldeckel, den Altar, die Schrankorgel, ein hölzernes Lesepult auf einer spiralförmig geschwungenen Holzsäule und einen hölzernen, viereckigen geschwungenen Ständer mit einer Taufschale aus Messing. Die Farbe der beiden letzten Stücke ist weißbeige.
An der Wand rechts neben dem Kanzelaltar hängt unter dem Rundfenster eine hölzerne Gedenktafel für die Gefallenen des Krieges 1914–1918.
Die Glocke der Kirche wurde „Anno 1664“ von Simon Kolle aus Alten Brandenburg gegossen, wie die Inschrift mit sieben weiteren Namen ausweist. (Kirchenglocke von 1664)
Die fünf Rundfenster spenden dem Kirchenraum ausreichend viel Licht. Sonnenlicht – am Vormittag von Südost und nachmittags von Südwest – verleiht dem Raum eine besondere Atmosphäre.

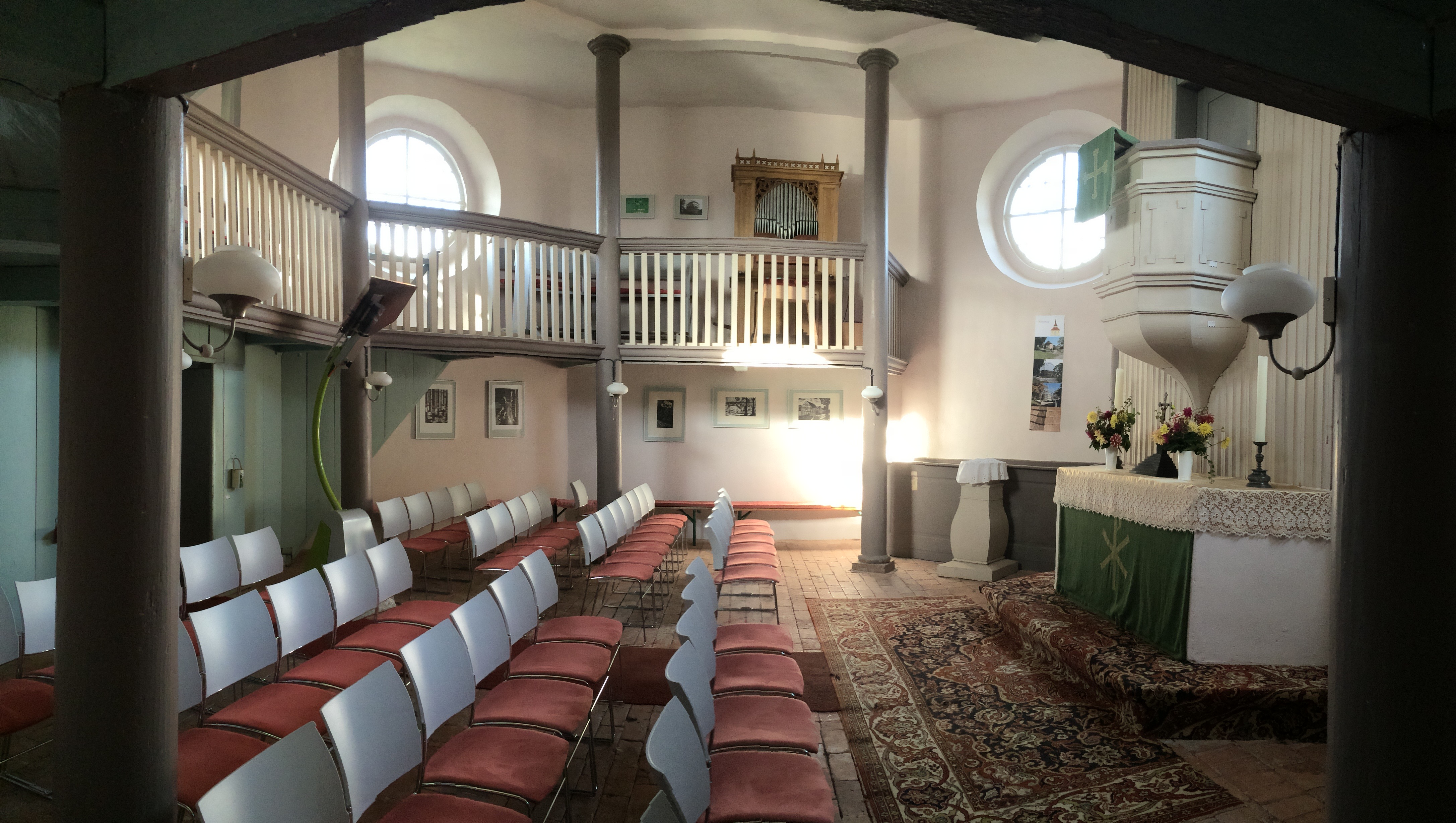
Innenraum nach N, Hauptraum

Eine elektrische Beleuchtung erfolgt durch sechs schlichte Armleuchter mit einem Milchglasschirm, die an den Säulen unterhalb der Empore angebracht sind. Sie wurden 1978 installiert.
Heute beheizt man den Kirchenraum mit einem gasbetriebenen Heizstrahler.
2009 wurde von der Restauratorengemeinschaft unter Leitung des Restaurators Hochsieder die Kirche auf vorangegangene Farbschichten untersucht. Die entsprechenden Farbfreilegungen im Kirchenraum sind noch an verschiedenen Stellen markiert zu erkennen.
Eigentlich sollte die Innenraumrenovierung möglichst zeitnah nach der Außenrestaurierung von 2008 begonnen werden. Leider waren in dem Kirchensprengel andere Arbeiten vorgezogen worden, so dass der „Förderverein Schinkelkirche Glienicke“ aus den gesammelten Spenden 2014 einen vorläufigen Innenanstrich hat vornehmen lassen, damit die von Wasser- und Schmutzflecken an Decke und Wänden gezeichnete Kirche eine freundlichere Atmosphäre ausstrahlt.
So steht eine mit dem Denkmalschutz abgestimmte Renovierung des Innenraums noch aus.

## Würdigung

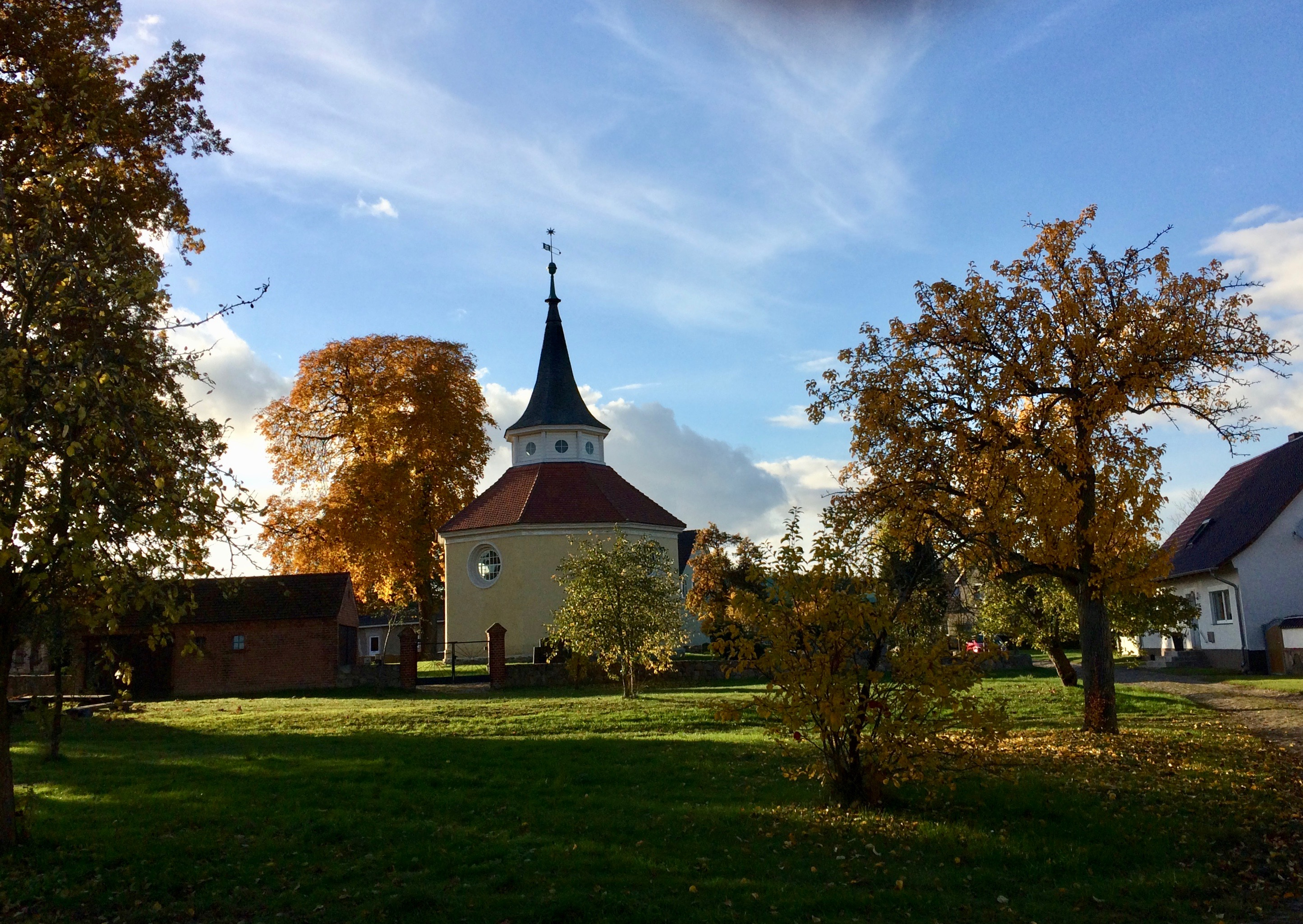
Kirche auf dem Dorfanger nach NW

Die Achteckkirche ist seit ihrer Erbauungszeit unverändert geblieben, bis auf den im Jahre 1977 der Not geschuldeten Abbau des Dachreiters.
Der Innenraum ist im Zustand der Erbauungszeit erhalten, es fehlen lediglich die ursprünglichen Kirchenbänke.
So ist die Innenausstattung ein Zeugnis der Zeit und auch der sozialen Bedingungen in einem gut einhundert-Seelen-Dorf; deutlich zu erkennen an den hölzernen Einbauten, die in ihrer sehr einfachen Ausführung aus der Zeit nach dem Ende der napoleonischen Kriege von der damaligen finanziellen Notlage zeugen, besonders deutlich festzustellen an dem Verschlag des Windfangs und den grob gezimmerten Bänken auf der Empore.
Schinkel hat mit dem Bautyp des Oktogons einen Plan verfolgt, der aus ökonomischen und ästhetischen Bedingungen entstanden ist.
In einem späteren oktogonalen Entwurf, dem für die Evangelische Kirche Bischmisheim, hat er seine Gründe für das Achteck präzisiert.
Ein Achteck hat im Gegensatz zu einer Rechteckkirche 1/4 weniger Grundfläche, 1/5 weniger Material für das Mauerwerk, 1/4 weniger Dachfläche.
Der Dachreiter mit den Glocken benötigt keinen gesondert gemauerten Unterbau.
Da es in Glienicke eine kleine Kirche ist, fällt das Argument, dass man durch die Form sich näher um die Kanzel gruppieren könne, hier nicht ins Gewicht. In Bischmisheim war es durchaus bedeutsam, denn man konnte in der größeren Kirche den Prediger besser hören und sehen.
Ein weiterer Grund, sich für einen Zentralbau zu entscheiden, beruht somit auch auf liturgisch bedeutsamen Aspekten, da in der evangelischen Kirche die Predigt im Vordergrund des Gottesdienstes steht.
Ein nächster wichtiger Beweggrund war die ästhetische Gestaltung mit ihren klaren geometrischen Formen und auch Proportionen, z. B. wie dem Goldenen Schnitt, die eine harmonische Ansicht des Gebäudes bietet.
Das Oktogon von Glienicke, aus der Planung Karl Friedrich Schinkels, ist ein herausragendes Bauwerk, das in dessen Werkkanon den wenigen noch nahezu unverfälscht erhaltenen Gebäuden zuzuordnen ist.

## Orgel

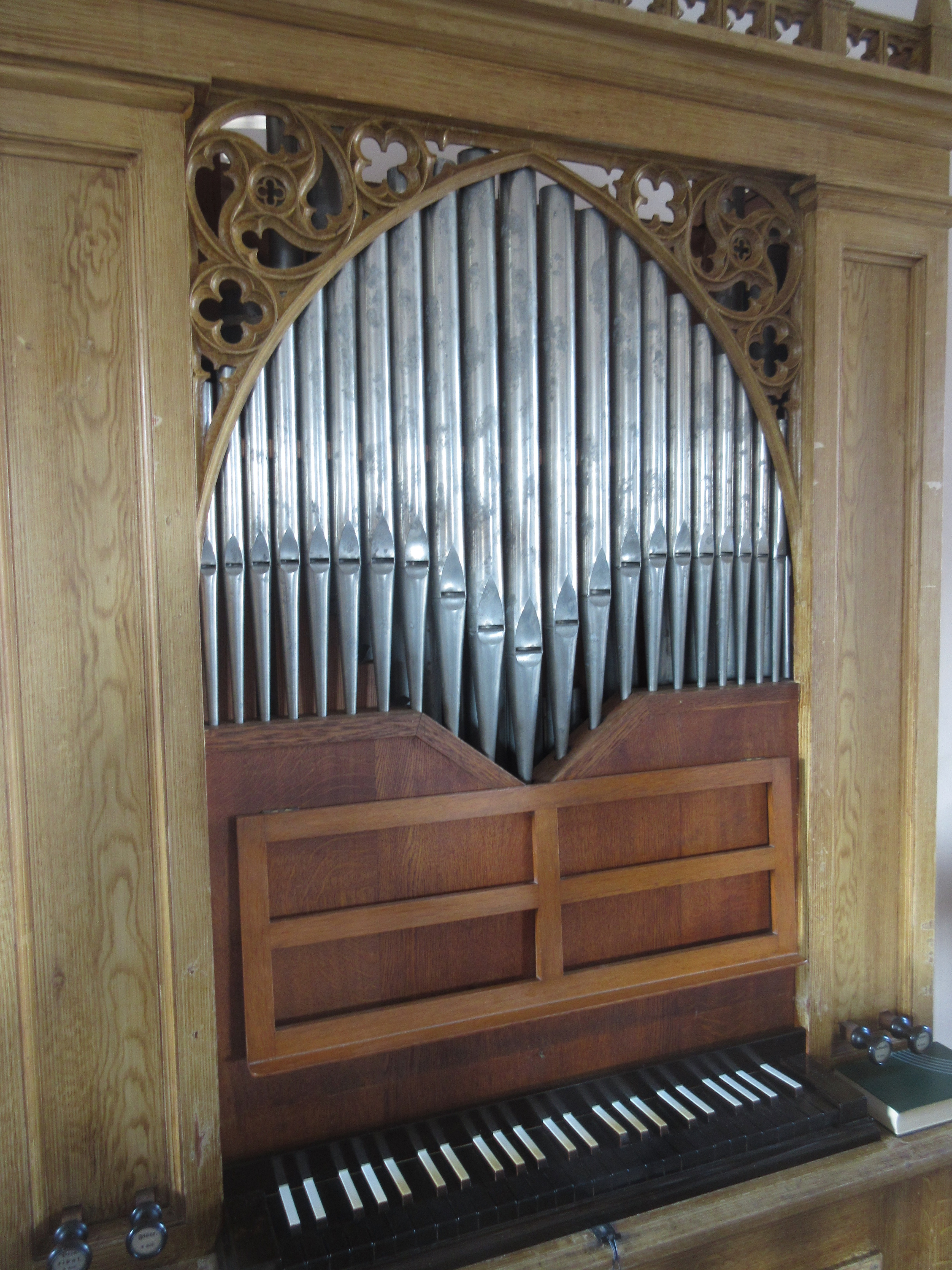
Schrankorgel von Lütkemüller, 1870

Die Orgel mit vier Registern auf einem Manual wurde 1870 von Friedrich Hermann Lütkemüller gebaut.